# Aldo Moro
Aldo Romeo Luigi Moro (Maglie, 23 settembre 1916 – Roma, 9 maggio 1978) è stato un politico e giurista italiano.
Tra i fondatori della Democrazia Cristiana e suo rappresentante nella Costituente, ne divenne dapprima Segretario dal 1959 al 1964 e in seguito Presidente nel 1976; all'interno del partito aderì inizialmente alla corrente dorotea, ma negli anni 1960 assunse una posizione più indipendente formando la corrente morotea. Fu Ministro della giustizia (1955-1957), della Pubblica istruzione (1957-1959) e per quattro volte Ministro degli esteri (1969-1972 e 1973-1974) nei governi presieduti da Mariano Rumor ed Emilio Colombo. Cinque volte Presidente del Consiglio dei ministri, guidò governi di centro-sinistra "organico" tra il 1963 e il 1968 e tra il 1974 e il 1976 promuovendo la cosiddetta strategia dell'attenzione verso il Partito Comunista Italiano attraverso il compromesso storico e determinò la nascita del Governo Andreotti III (definito il governo della non-sfiducia) sul quale il PCI garantiva l'astensione.
Fu rapito dalle Brigate Rosse il 16 marzo 1978 mentre il Governo Andreotti IV (in cui veniva garantito l'appoggio esterno del PCI) si apprestava a ottenere il voto di fiducia da entrambi i rami del Parlamento; fu assassinato il 9 maggio successivo dopo 55 giorni di prigionia. Aldo Moro fu uno dei quattro Presidenti del Consiglio dei Ministri ad aver ricoperto questa carica per un periodo cumulativo maggiore di cinque anni, insieme ad Alcide De Gasperi, Giulio Andreotti e Silvio Berlusconi.

## Biografia

### Infanzia, istruzione e impegno accademico

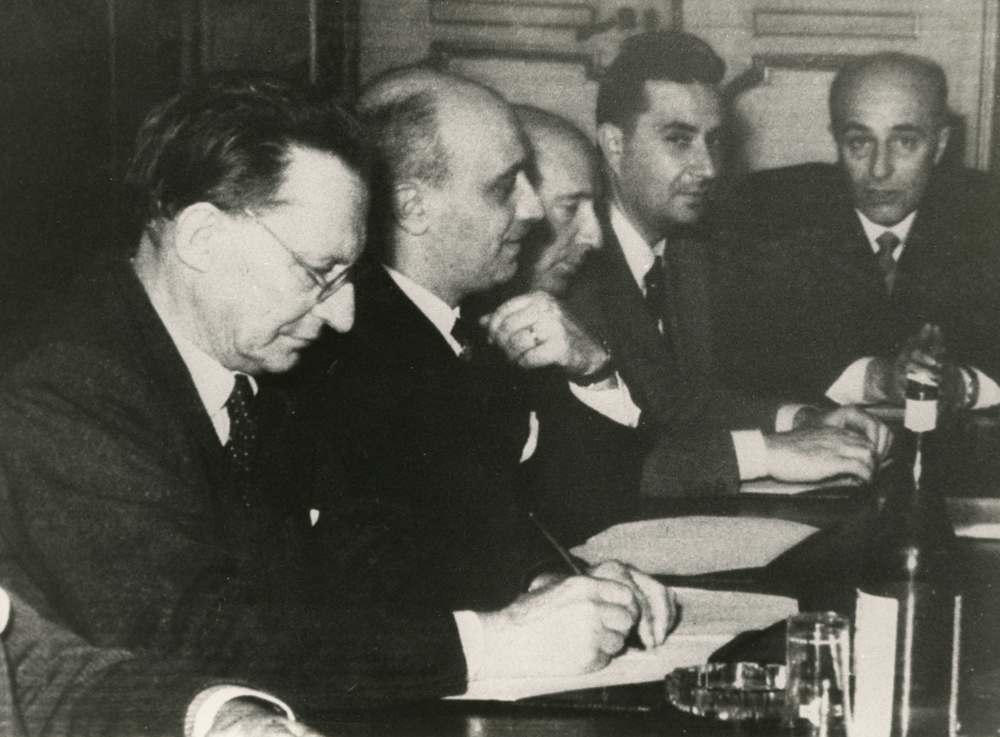
Aldo Moro con Alcide De Gasperi, Amintore Fanfani, Mario Scelba e Angelo Salizzoni nel 1954

Aldo Moro nacque il 23 settembre del 1916 a Maglie, un comune salentino situato nella provincia di Lecce. Suo padre Renato Moro era un ispettore scolastico, originario di Gemini (comune di Ugento), mentre sua madre Fida Stinchi era un'insegnante delle scuole elementari, originaria di Cosenza. Aldo Moro conseguì la Maturità Classica presso il Liceo Archita di Taranto.
S'iscrisse presso l'Università di Bari alla Facoltà di Giurisprudenza, dove al termine di un percorso brillante (superò tutti gli esami con la votazione di 30 o 30 e lode) conseguì la laurea con lode il 13 novembre 1938 presentando una tesi su La capacità giuridica penale, sotto la guida del prof. Biagio Petrocelli, ordinario di diritto penale e in quel periodo anche Rettore dell'ateneo barese. Dopo un breve periodo come assistente volontario e poi segretario particolare dello stesso Petrocelli, a partire dall'anno accademico 1940-1941 e fino all'ottenimento della cattedra nel 1951 Moro tenne come professore incaricato corsi in svariate facoltà dell'università, fra i quali si segnalano quello in filosofia del diritto, dal quale fu tratto un apprezzato libro di testo (le sue lezioni furono raccolte in dispense intitolate Lo Stato) e l'insegnamento di diritto penale nel corso di laurea in giurisprudenza, che Moro ricoprì nel 1942-43, in quanto il titolare, prof. Giovanni Leone (poi Presidente della Repubblica dal 1971 al 1978), era stato richiamato in servizio militare.
Nel 1942, Moro svilupperà inoltre la sua seconda opera, intitolata La subiettivazione della norma penale, che, assieme al lodevole giudizio espresso nei confronti della attività didattica precedentemente menzionata, nello stesso anno gli varrà la concessione della libera docenza in diritto penale. La sua carriera universitaria proseguì spedita: nel 1948 fu nominato professore straordinario di diritto penale presso l'Università di Bari e nel 1951, al termine del prescritto triennio di straordinariato, ad appena 35 anni di età completò il cursus honorum ottenendo la cattedra da professore ordinario di diritto penale, sempre presso l'ateneo del capoluogo pugliese.
Nel 1963, anche per poter meglio conciliare gli impegni governativi e politici con quelli accademici, ottenne il trasferimento all'Università di Roma, in qualità di titolare della cattedra di Istituzioni di Diritto e Procedura penale presso la Facoltà di Scienze politiche. Nonostante i molteplici impegni politici e istituzionali che lo accompagnarono negli anni, Moro non venne mai meno ai suoi impegni accademici e continuò a insegnare regolarmente fino alla morte, dedicando sempre la necessaria attenzione ai suoi studenti, con i quali era solito anche intrattenersi a dialogare, dopo le lezioni. È stato ritenuto emblematico di questa sua vocazione didattica il fatto che, fra le borse rinvenute nella Fiat 130 da cui fu rapito il 16 marzo 1978, ve ne fosse una contenente alcune tesi di laurea dei suoi allievi.

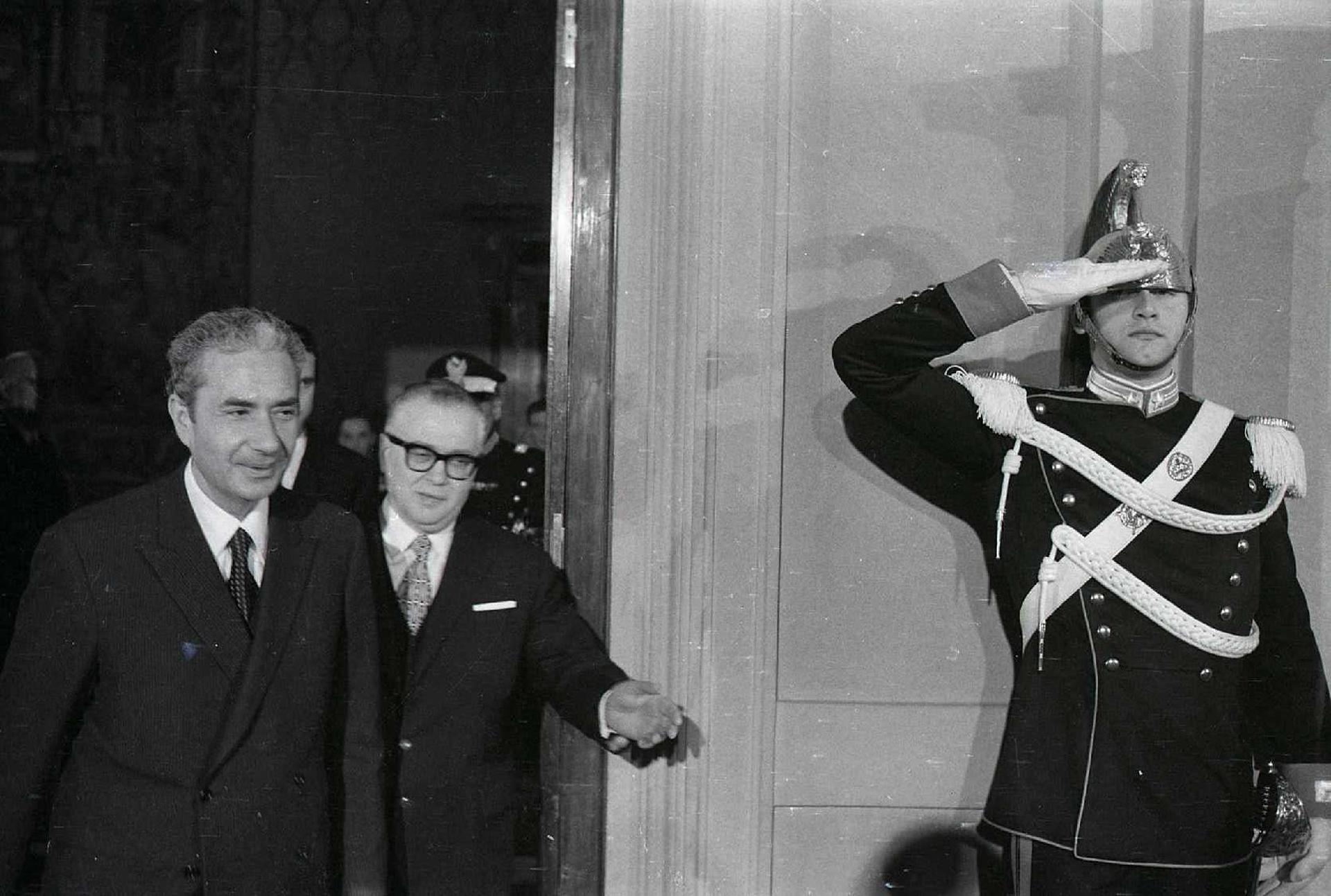
Aldo Moro nel 1972

Nel 1935 entrò a far parte della Federazione universitaria cattolica italiana di Bari, segnalandosi ben presto anche a livello nazionale. Nel luglio 1939 venne scelto, su consiglio di monsignor Giovanni Battista Montini, di cui, proprio in quegli anni, divenne amico, come presidente dell'Associazione; in questo periodo prese i voti nella Fraternità Laica di San Domenico.
Durante gli anni universitari partecipò, inoltre, ai Littoriali della cultura e dell'arte.
Mantenne l'incarico nella FUCI sino al 1942, quando fu chiamato alle armi, prima come ufficiale di fanteria, poi come commissario nell'aeronautica, con incarichi prevalentemente d'ufficio (da principio come esperto di problemi giuridici e in seguito come addetto stampa). Gli succedette Giulio Andreotti, sino ad allora direttore della rivista degli universitari cattolici Azione Fucina. Dopo qualche anno di carriera accademica, fondò nel 1943 a Bari, con Armando Regina, Francesco Maria De Robertis e Pasquale Del Prete, il periodico La Rassegna che uscì fino al 1945. Nel luglio dello stesso anno prese parte ai lavori che portarono alla redazione del Codice di Camaldoli.

### Matrimonio

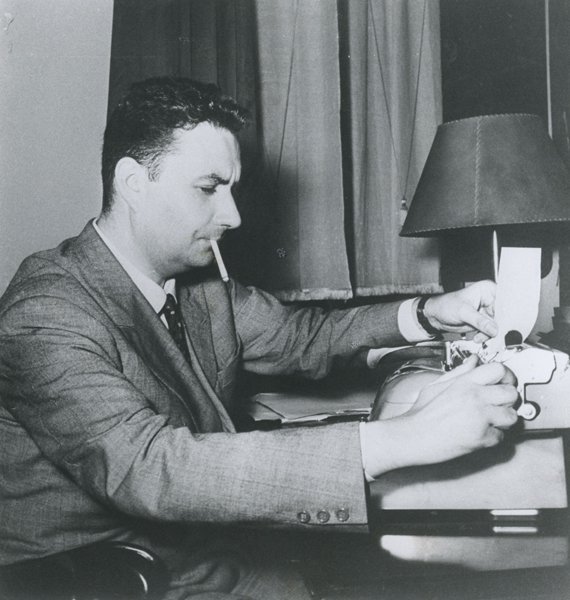
Aldo Moro nel suo studio (1949)

Nel 1945 sposò, a Montemarciano, Eleonora Chiavarelli (1915-2010), dalla quale ebbe quattro figli: Maria Fida, Anna (1949), Agnese (1952) e Giovanni (1958). Fra i suoi interessi privati, si segnala la passione per il cinema e in particolare per i western, i polizieschi e le commedie con Totò.

### Primi passi in politica con Dossetti

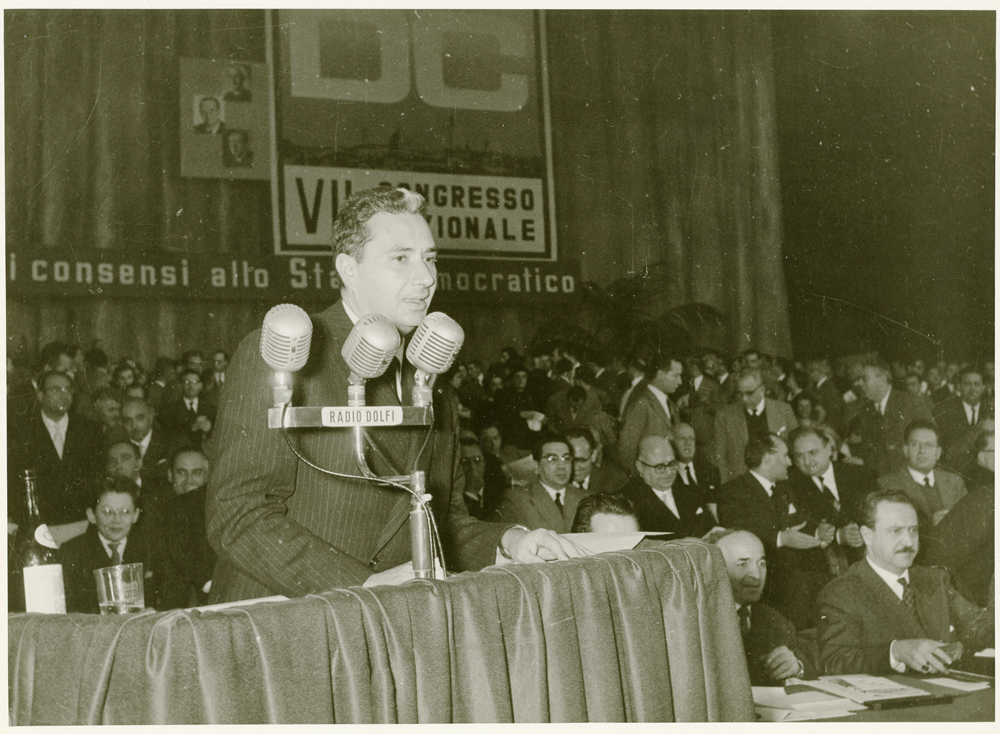
Moro parla al congresso della Democrazia Cristiana che lo elesse segretario nazionale del partito (17 marzo 1959)

Nel settembre del 1942, quando la sconfitta del regime fascista era ancora di là da venire, Aldo Moro cominciò a incontrarsi clandestinamente con altri esponenti del movimento cattolico nell'abitazione di Giorgio Enrico Falck, noto imprenditore milanese; tra gli altri, erano presenti Alcide De Gasperi, Mario Scelba, Attilio Piccioni, Giovanni Gronchi, provenienti dal disciolto Partito Popolare Italiano di Don Sturzo; Giulio Andreotti dell'Azione Cattolica; Amintore Fanfani, Giuseppe Dossetti e Paolo Emilio Taviani della FUCI. Il 19 marzo 1943, il gruppo si riunì a Roma, in casa di Giuseppe Spataro, per discutere e approvare il documento, redatto da De Gasperi, Le idee ricostruttive della Democrazia Cristiana, considerato l'atto di fondazione ufficiale della Democrazia Cristiana.
Nel nuovo partito, Moro mostrò subito la sua tendenza democratico-sociale, aderendo alla componente dossettiana, considerata comunemente la "sinistra DC". Nel 1945 divenne direttore della rivista Studium e fu eletto presidente del "Movimento laureati di azione cattolica" (poi Movimento ecclesiale di impegno culturale), che era stato fondato nel 1932 da Igino Righetti.
Nel 1946, Moro divenne vicepresidente della Democrazia Cristiana e fu eletto all'Assemblea Costituente, dove entrò a far parte della commissione che si occupò di redigere la Carta costituzionale. Eletto deputato al parlamento nelle elezioni del 1948, fu nominato sottosegretario agli esteri nel gabinetto De Gasperi (23 maggio 1948 - 27 gennaio 1950). Dopo il ritiro di Dossetti dalla scena politica (1952), Moro, insieme a Segni, Colombo, Rumor e altri, costituì la corrente democristiana Iniziativa democratica, sotto la direzione di Fanfani.
Nel 1953 fu rieletto alla Camera, ove ricoprì la carica di presidente del gruppo parlamentare democristiano. Nel 1955 fu ministro di Grazia e Giustizia nel governo Segni I e l'anno dopo risultò tra i primi eletti nel consiglio nazionale del partito, durante il VI congresso nazionale della DC. Ministro della Pubblica Istruzione nei due anni successivi (governi Zoli e Fanfani) introdusse lo studio dell'educazione civica nelle scuole (D.P.R. n. 585, 13 giugno 1958), elaborò un Piano decennale per l'istruzione diretto a rendere effettivo il diritto alla scuola con nuovi edifici, borse di studio e assistenza e fu sua l'intuizione di sfruttare la neonata Rai per agevolare l'alfabetizzazione del paese dando l'avvio alla creazione di quella che, inizialmente chiamata Telescuola, diventerà la trasmissione Non è mai troppo tardi del maestro Alberto Manzi.

### Fase "dorotea"
Il 14 marzo 1959, in conseguenza delle dimissioni di Fanfani da Presidente del Consiglio e segretario del partito, fu convocato a Roma un consiglio nazionale della DC: gli esponenti di Iniziativa Democratica si erano riuniti nel convento delle suore di Santa Dorotea e in quella sede, la maggioranza della corrente (Rumor, Taviani, Colombo e, sia pure in una posizione più autonoma, Aldo Moro) scelse di accantonare la linea politica fanfaniana di apertura a sinistra costituendo la corrente dei "dorotei". Al Consiglio Nazionale, su indicazione dei dorotei, Aldo Moro fu nominato segretario. Guidò il VII congresso nazionale, svoltosi a Firenze dal 23 al 28 ottobre 1959, che lo rielesse per pochi voti, respingendo nuovamente la piattaforma politica "fanfaniana" che affermava la necessità di una collaborazione con il PSI.

### Moro e il centro-sinistra
Dopo la parentesi del governo Tambroni (1960), appoggiato dai voti determinanti del MSI, la convergente iniziativa di Moro alla segreteria e di Fanfani nuovamente al governo, guidò il successivo Congresso nazionale, svoltosi a Napoli nel 1962 ad approvare con ampia maggioranza una linea di collaborazione della DC con il Partito Socialista Italiano. L'esperienza delle maggioranze di centro-sinistra prese forma con il quarto governo Fanfani (1962) di coalizione DC-PSDI-PRI e con l'appoggio esterno del PSI.

### Presidente del Consiglio

#### Primo governo di Moro

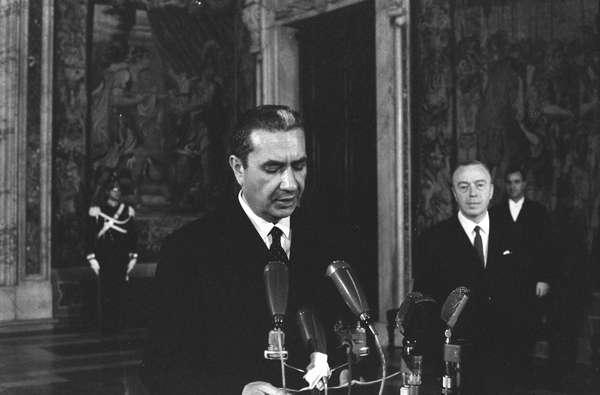
Aldo Moro al Quirinale nel 1966 durante la crisi del suo secondo governo di centro-sinistra

Il 28 aprile 1963 si votò per le elezioni politiche. Nel dicembre 1963 (IV legislatura, 1963 - 1968) Moro divenne presidente del Consiglio, formando per la prima volta, dal 1947, un governo con la presenza di esponenti socialisti. All'età di 47 anni, fu il più giovane presidente fino ad allora della storia repubblicana.
Il programma di governo del Moro I fu così vasto e poco credibile che il presidente del Senato Cesare Merzagora lo ribattezzò ironicamente Brevi cenni sull'universo. Esso conteneva, fra le altre cose, la riforma delle regioni, riforma della scuola, riforma agraria, dell'edilizia, del fisco, delle pensioni e dei monopoli.
Risultati concreti di questo governo furono invece: l'istituzione della Regione Molise, la ventesima regione d'Italia, dallo scorporo dalla precedente ripartizione denominata Abruzzi e Molise; la disciplina della vendita a rate e la riforma finanziaria per trattenere la fuga di capitali (tra le altre cose, il governo ridusse al 5% la quota di possesso sui titoli nominativi e mantenne al 30% quella sui titoli anonimi). Il primo esecutivo Moro dovette affrontare subito la tragedia del Vajont con molte decisioni a partire dalla punizione dei responsabili amministrativi della diga alla ricostruzione, esempio di programmazione territoriale sotto la guida di grandi urbanisti.
Altri grandi impegni furono il compimento della nazionalizzazione dell'energia elettrica cominciata nel 1962 da Fanfani, la messa in atto della riforma della scuola dello stesso anno che istituiva la scuola media unica e innalzava l'obbligo scolastico e la preparazione della legge urbanistica che, però, non arrivò neppure al Consiglio dei Ministri per un vastissimo schieramento di opposizione.
La coalizione resse fino alle elezioni del 1968 ma trovò, inizialmente, la contrarietà del Presidente della Repubblica Antonio Segni (1962-1964). Quando il primo governo Moro fu battuto sulla discussione del bilancio del Ministero della pubblica istruzione (25 giugno 1964) riguardante il finanziamento dell'istruzione privata, il Presidente del Consiglio rassegnò le dimissioni.

#### Giorni del Piano Solo
Segni, durante le consultazioni per il conferimento del nuovo incarico, esercitò pressioni sul leader socialista Pietro Nenni per indurre il PSI a uscire dalla maggioranza governativa.
Il 16 luglio, il Presidente della Repubblica Antonio Segni inviò il generale dei Carabinieri Giovanni De Lorenzo a una riunione dei rappresentanti della DC, per recapitare un suo messaggio che, secondo alcuni storici, si ritiene che si riferisse alla disponibilità del presidente, qualora le trattative per la formazione di un nuovo governo di centrosinistra fossero fallite, a conferire un successivo incarico al Presidente del Senato Cesare Merzagora, per la formazione di un "governo del presidente".
De Lorenzo, il 25 marzo 1964, si era incontrato con i comandanti delle divisioni di Milano, Roma e Napoli e aveva proposto loro un piano finalizzato a far fronte a una ipotetica situazione di estrema emergenza per il Paese. Per l'attuazione del piano si prevedeva l'intervento dell'Arma dei Carabinieri e "solo" di essi: da qui il nome di "Piano Solo". Era inclusa una lista di 731 uomini politici e sindacalisti di sinistra che i Carabinieri avrebbero dovuto prelevare e trasferire in Sardegna nella base militare segreta di Capo Marrargiu, nella zona di Alghero. Il piano prevedeva inoltre il presidio della Rai-Tv, l'occupazione delle sedi dei giornali di sinistra e l'intervento dell'Arma in caso di manifestazioni filocomuniste. Il piano prevedeva infine l'uccisione di Moro per mano del tenente colonnello dei paracadutisti Roberto Podestà. Il 10 maggio De Lorenzo aveva presentato il suo piano a Segni, che ne rimase particolarmente impressionato, tanto che nella successiva sfilata militare per l'anniversario della Repubblica, lo si vide piangere commosso alla vista della modernissima brigata meccanizzata dei Carabinieri, allestita dallo stesso De Lorenzo. Tuttavia sia Giorgio Galli sia Indro Montanelli ritengono che non fosse nelle intenzioni del presidente Segni eseguire un colpo di Stato, ma agitarlo come uno spauracchio a fini politici.
La contrapposizione politica che si stabilì, a livelli quasi di scontro, fra il Capo dello Stato e il premier uscente riguardava appunto il centrosinistra: alle proposte di Moro (cui peraltro Segni doveva buona parte delle sue fortune politiche, compreso il Quirinale), che avrebbe aperto alla sinistra con maggior fiducia, col sostegno di una parte della DC e un tiepido avvicinamento del PCI, Segni rispose proponendo, o forse minacciando, un governo di tecnici sostenuto dai militari.
Il 17 luglio, invece, Moro si recò al Quirinale, con l'intenzione di accettare l'incarico per formare un nuovo esecutivo di centrosinistra. Durante le trattative, infatti, il PSI, su impulso di Pietro Nenni, aveva accettato il ridimensionamento dei suoi programmi riformatori. La crisi rientrò, nessun carabiniere dovette muoversi.
Moro, insieme a Nenni (che nel 1967 rievocherà quel periodo come quello del «tintinnio di sciabole»), optò per un più tranquillo e morbido ritorno alla formula governativa precedente, che avrebbe evitato rischi alquanto inquietanti, e il PSI rilasciò prudenti comunicati di rinuncia ad alcune richieste di riforme che prima aveva avanzato come prioritarie.
Il 7 agosto, dopo pochi giorni dall'insediamento dell'esecutivo, dopo aver allontanato la famiglia da Roma rimandandola a Bari, Moro accompagnato da Saragat, in quel momento Vice-Presidente del Consiglio e Ministro degli Esteri, ebbe un colloquio con Segni - di cui tuttora si sospetta il coinvolgimento nel "Piano Solo" - al termine del quale il Capo dello Stato fu colpito da trombosi cerebrale. Nessuno dei presenti ha mai fatto dichiarazioni ufficiali sul contenuto del colloquio. Si è sempre ritenuto che Segni si sia sentito male durante una lite con i due membri del governo che gli chiedevano interventi risoluti contro il generale De Lorenzo, forse minacciando la caduta dello stesso Capo di Stato tramite un ricorso alla Corte costituzionale. Tuttavia, secondo la testimonianza del suo segretario particolare Costantino Belluscio, Saragat avrebbe confidato al medesimo che i tre stavano discutendo di un avvicendamento di diplomatici, ma senza accalorarsi particolarmente.
Ne seguì l'accertamento della condizione d'impedimento temporaneo, avvenuto con atto congiuntamente firmato dai Presidenti delle due Camere e dal Presidente del Consiglio. Nel dicembre 1964, nella carica di Presidente della Repubblica, a Segni successe lo stesso Giuseppe Saragat e non vi furono altri ostacoli al prosieguo della formula di centrosinistra.

#### Secondo governo Moro
Come detto Moro riuscì a ricomporre una maggioranza avviando il suo secondo governo.
Questo secondo esecutivo guidato dallo statista pugliese vide tornare sulla scena politica Amintore Fanfani in qualità di Ministro degli Esteri, a seguito dell'elezione di Saragat al Quirinale, in un momento di tensione internazionale dovuto alla guerra in Vietnam. Si ripropose inoltre lo scontro che aveva infervorato il governo precedente riguardante temi come il piano urbanistico, le Regioni e le nazionalizzazioni. Altri risultanti importanti di questo governo furono: l'approvazione di provvedimenti per i finanziamenti straordinari alle aziende in crisi sancendo la nascita delle cooperative, delle società e dei gruppi immobiliari; il varo della nuova normativa sul cinema con ormai la produzione cinematografica che ha raggiunto livelli da record, vengono prodotti film di ogni genere con una variegata libertà di espressione; l'approvazione della legge sui patti agrari e sull'abolizione della mezzadria; la promulgazione della legge Sabatini (dal nome di Armando Sabatini) sull'incentivazione all'innovazione tecnologica per le piccole e medie imprese; l'inaugurazione dell'Autostrada A1 e del traforo del Monte Bianco.
A far cadere il governo fu il voto sull'istituzione della Scuola Materna Statale, uno dei punti chiave del programma concordato con i socialisti. Il 20 gennaio 1966 la Camera dei Deputati respinse con voto segreto il provvedimento (ci furono 250 no e 221 sì; il voto era condizionato dal fatto che molti istituti infantili privati erano guidati da ordini religiosi). Appena il giorno prima il governo aveva chiesto e ottenuto la fiducia, con 317 sì e 232 no, su un ordine del giorno di natura procedurale. Moro si dimise il 21 gennaio.

#### Terzo governo Moro
Il terzo governo Moro (23 febbraio 1966 - 5 giugno 1968) batté il record di durata (833 giorni) e rimase uno dei più longevi della Repubblica.

#### Provvedimenti principali
A seguito di catastrofi come l'alluvione di Firenze, durante questo governo, venne varata la legge 6 agosto 1967 n. 765, detta "legge-ponte" o legge Mancini (dal nome dell'allora ministro Giacomo Mancini) contro le resistenze di numerosi settori della Democrazia Cristiana. La legge è tuttora (2022) in vigore e stabiliva la partecipazione dei privati alle spese di urbanizzazione e avviava una estesa applicazione dei piani urbanistici cercando di garantirne il rispetto per porre un freno allo sviluppo edilizio incontrollato.
Al terzo governo Moro si deve anche il provvedimento che doveva portare, a venti anni dall'entrata in vigore della Costituzione e dopo un lungo cammino, all'attuazione definitiva del decentramento regionale dopo un serrato dibattito parlamentare. I partiti di destra diedero vita a un estenuante ostruzionismo (l'intervento di Giorgio Almirante, leader del MSI, durò ben otto ore), nel tentativo di far saltare il progetto di legge. La maggioranza riuscì a contrastare questo ostruzionismo con l'inizio, il 17 ottobre, di una seduta a oltranza che durò ininterrottamente per 15 giorni e, con l'approvazione della legge elettorale n. 108 del 17 febbraio 1968, si avviò concretamente la costituzione delle Regioni a statuto ordinario i cui consigli regionali vennero eletti per la prima volta nel 1970.

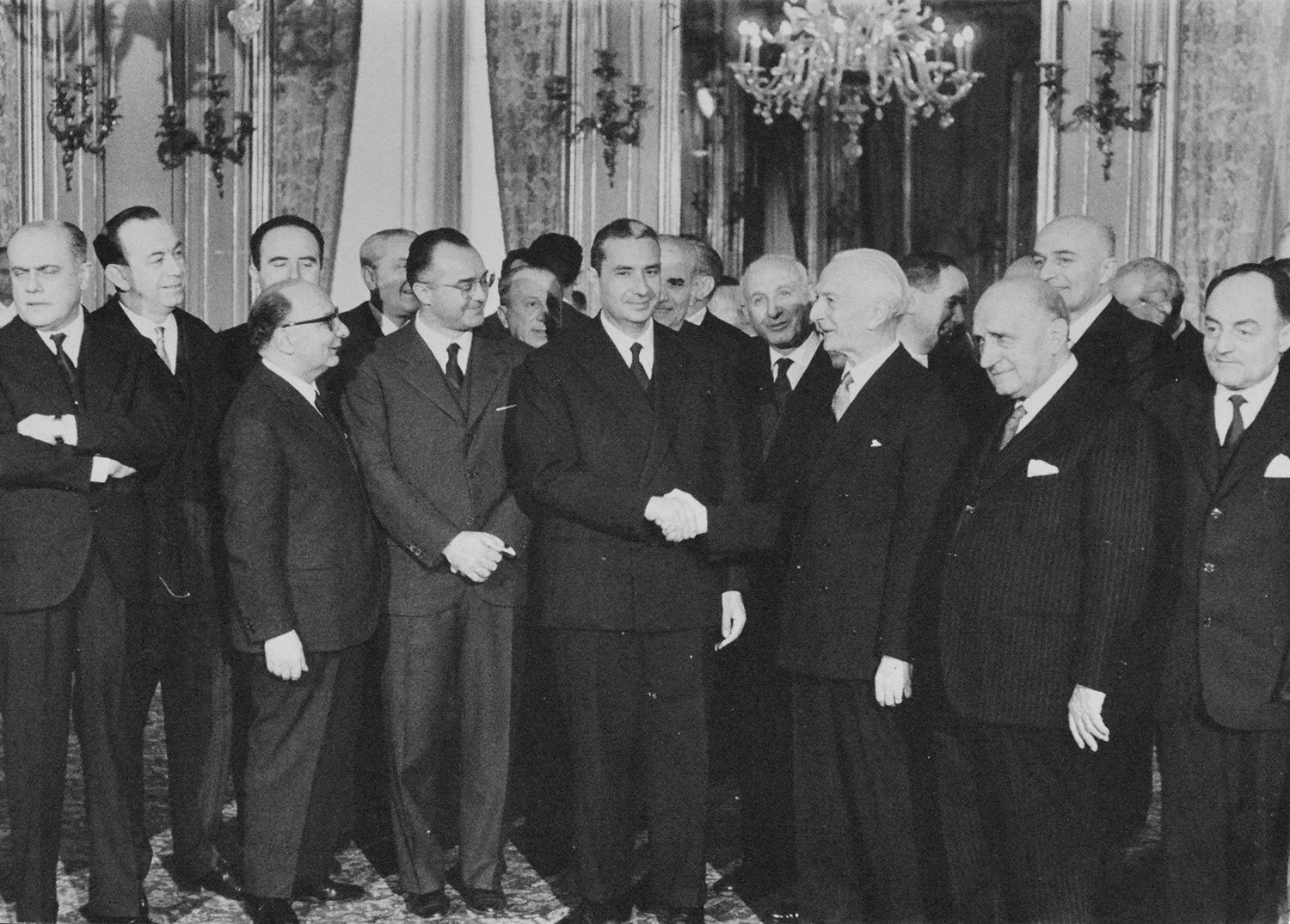
19 dicembre 1963, il primo governo Moro il giorno del giuramento insieme al Presidente della Repubblica Antonio Segni

Nel 1968 con la cosiddetta legge Mariotti (legge 12 febbraio 1968, n. 132), dal nome dell'omonimo ministro della Sanità, recante disposizioni in tema di "enti ospedalieri e assistenza ospedaliera", il comparto ospedaliero fu profondamente riformato attraverso la trasformazione degli ospedali in enti pubblici distinti dagli enti di assistenza del tipo IPAB (Istituto Pubblico di Assistenza e Beneficenza). Venne inoltre avviato il processo di coinvolgimento nelle attività di protezione civile delle associazioni di volontariato (cattoliche e laiche).

### Ministro degli affari esteri
Dopo le elezioni del 1968 venne costituito un governo balneare in attesa del congresso DC, previsto per l'autunno. Al congresso, Moro uscì dalla corrente dei "dorotei" e passò all'opposizione interna al partito.
Nei governi della seconda fase del centrosinistra (1968-1972), Moro mantenne a lungo l'incarico di ministro degli affari esteri (nel secondo e nel terzo governo Rumor, nel governo Colombo e nel primo governo Andreotti), durante il quale proseguì la politica filo-araba del suo predecessore Fanfani.
Moro dovette far fronte anche alla difficile situazione creatasi a seguito del golpe di Muammar Gheddafi in Libia, paese molto importante per gli interessi italiani non solo per i legami coloniali, ma anche per le sue risorse energetiche e per la presenza di circa 20 000 italiani.

#### IlLodo Moro

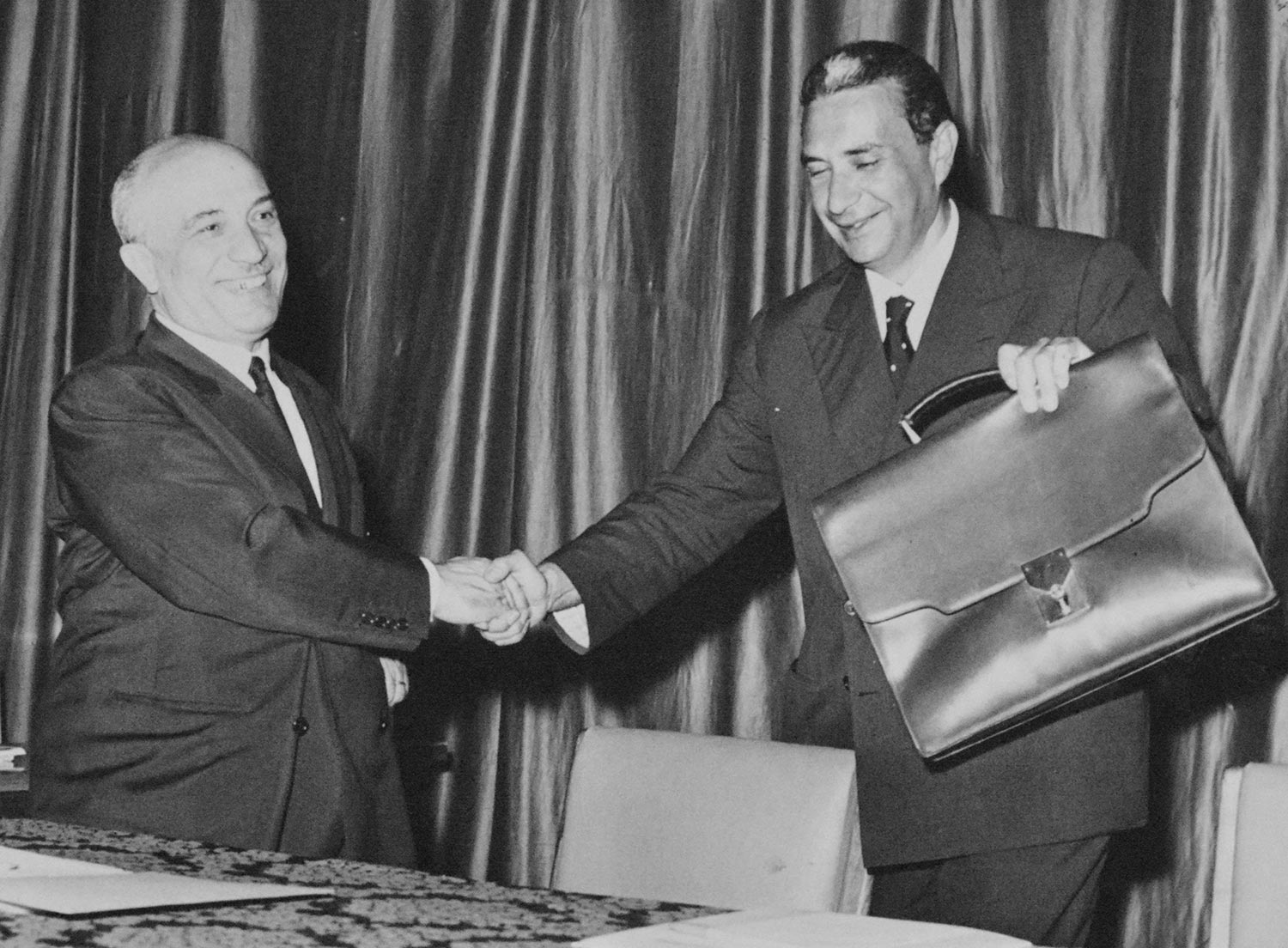
Aldo Moro e Amintore Fanfani

In veste di Capo della Farnesina, Moro riuscì a strappare a Yasser Arafat la promessa di non porre in atto condotte di terrorismo in territorio italiano, con un impegno che fu battezzato "patto Moro" o "lodo Moro".
L'esistenza di tale patto, e la sua validità per oltre un decennio, fu confermata da Bassam Abu Sharif, leader "storico" del Fronte Popolare per la Liberazione della Palestina. Intervistato dal giornalista del Corriere della Sera Davide Frattini su quanto dichiarato dal senatore Francesco Cossiga in merito all'esistenza di un lodo Moro con l'Italia, ovvero di «un'intesa con il Fronte Popolare» per cui appartenenti a quest'ultimo potevano «trasportare armi e esplosivi, garantendo in cambio immunità dagli attacchi», Abu Sharif dichiarava: «Ho seguito personalmente le trattative per l'accordo. Aldo Moro era un grande uomo, un vero patriota. Voleva risparmiare all'Italia qualche mal di testa. Non l'ho mai incontrato. Abbiamo discusso i dettagli con un ammiraglio, gente dei servizi segreti, e con Stefano Giovannone (capocentro del SID e poi del SISMI a Beirut). Incontri a Roma e in Libano. L'intesa venne definita e da allora l'abbiamo sempre rispettata. [...] Ci veniva concesso di organizzare piccoli transiti, passaggi, operazioni puramente palestinesi, senza coinvolgere italiani. Dopo il patto, ogni volta che venivo a Roma, due auto di scorta mi aspettavano per proteggermi. Da parte nostra, garantivamo anche di evitare imbarazzi al vostro Paese, attacchi che partissero direttamente dal suolo italiano», specificando che a essere informati fossero i servizi segreti italiani.
Lo stesso Cossiga, in una lettera al direttore del Corriere della Sera, ha dichiarato: «Ho sempre saputo non da carte o informazioni ufficiali - che mi sono state sempre tenute segrete - dell'esistenza di un "patto di non belligeranza" segreto tra lo Stato italiano e le organizzazioni della resistenza palestinese, comprese quelle terroristiche quali la Fplp, che si è fatta viva nuovamente in questi giorni. Questo patto fu ideato e concluso da Aldo Moro [...]. Le clausole di questo patto prevedevano che le organizzazioni palestinesi potessero avere basi anche di armamento nel Paese, che avessero libertà di entrata e uscita e di circolazione senza essere assoggettati ai normali controlli di polizia perché "gestiti" dai servizi segreti [...]».
Nel 1973 Moro vietò l'uso delle basi NATO italiane per la guerra del Kippur.

#### La Strage del trenoItalicus
In questo periodo si colloca la Strage dell'Italicus del 4 agosto 1974. Stando a quanto affermato nel 2004 dalla figlia Maria Fida, Moro, all'epoca ministro, si sarebbe dovuto trovare a bordo del treno, ma pochi minuti prima della partenza venne raggiunto da alcuni funzionari del Ministero che lo fecero scendere per firmare alcuni documenti. Stando ad alcune ricostruzioni lo statista pugliese sarebbe stato il vero motivo dell'attentato che va quindi interpretato o come un tentativo di eliminare Moro o un avvertimento diretto al politico da parte di servizi segreti deviati.

### Declino della formula di centrosinistra

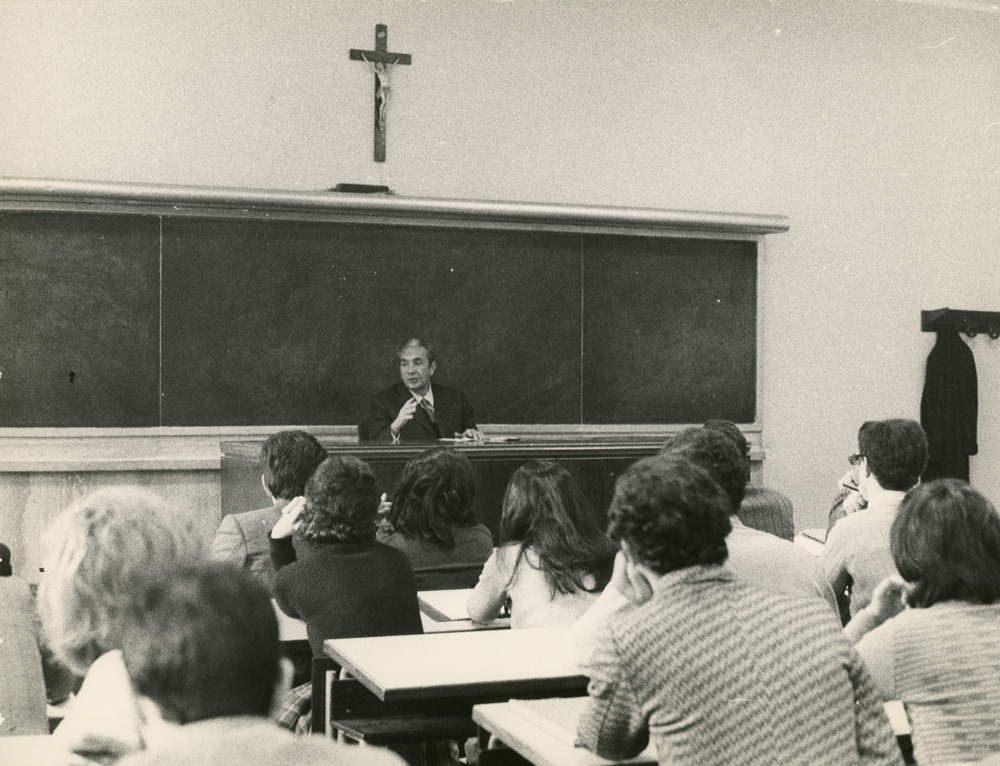
Aldo Moro docente nel 1973

Alle elezioni per la presidenza della Repubblica del dicembre 1971, dopo il ritiro della candidatura Fanfani, Moro fu proposto all'assemblea degli elettori DC come candidato simbolo della continuità della politica governativa dell'ultimo decennio, in contrapposizione al conservatore-moderato Giovanni Leone, che prevalse di stretta misura.
La sconfitta della candidatura Moro alla presidenza della Repubblica portò alla formazione di una maggioranza alternativa a quella di centro-sinistra che sorreggeva il governo di Emilio Colombo e al ritorno al centrismo (Governo Andreotti II). Moro, pertanto, uscì temporaneamente dalla compagine governativa. L'esperienza del governo centrista guidato da Andreotti, tuttavia, durò soltanto un anno, sino al giugno del 1973. A seguito del "patto di Palazzo Giustiniani" tra Fanfani e Moro, infatti, il XII Congresso nazionale del partito di maggioranza relativa approvò un documento favorevole al ritorno alla formula di centro-sinistra. Si formarono, quindi, ancora due governi organici di centrosinistra (DC-PSI-PSDI-PRI), il quarto e il quinto governo Rumor (1973-1974), con Moro nuovamente al Ministero degli esteri.

#### Di nuovo Presidente del Consiglio
Dopo la caduta del V governo Rumor, Moro riprese la guida di palazzo Chigi, riuscendo a formare due governi a maggioranza di centrosinistra ma senza la partecipazione di tutti i partiti della coalizione. Superando i veti incrociati dei due partiti laici di sinistra, PSI e PSDI, Moro riuscì a formare un governo bicolore con il PRI di Ugo La Malfa scongiurando il rischio di elezioni anticipate. Un'impresa non semplice in un paese segnato da una crisi economica senza precedenti in epoca repubblicana, dall'assedio del terrorismo, dalla conflittualità fra i partiti laici di governo. La stessa Democrazia Cristiana attraversava una delle fasi più difficili della sua storia a seguito della sconfitta nel referendum del 12 maggio 1974 per l'abrogazione della legge sul divorzio.

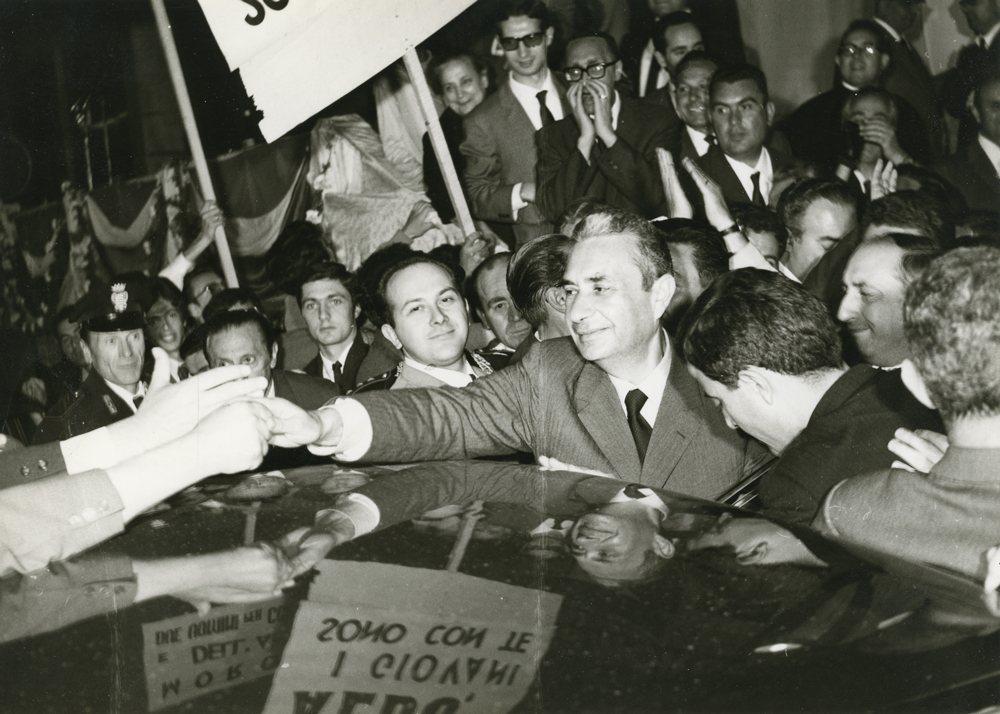
Moro a Barletta

La benevolenza con cui il Partito Comunista Italiano guardò al governo Moro, unitamente al prestigio di cui il leader democristiano godeva in ampi settori del paese, garantirono una certa tranquillità al governo consentendogli una capacità di agire che andava oltre le premesse che l'avevano visto nascere.
Il quarto governo Moro, con La Malfa vicepresidente, avviò quindi un primo dialogo col PCI di Enrico Berlinguer nella visione di una necessaria nuova fase finalizzata al compimento del percorso avviato con la costruzione del sistema democratico italiano. Nel 1975 il suo governo concluse il trattato di Osimo, con cui si sanciva l'appartenenza della Zona B del Territorio Libero di Trieste alla Jugoslavia. Altri risultati ottenuti da questo governo furono l'introduzione della legge Reale (dal nome dell'esponente del PRI Oronzo Reale) per il contrasto del terrorismo, la nuova legge sul decentramento amministrativo e la riforma del diritto di famiglia italiano del 1975.
Nel 1976 il segretario socialista Francesco De Martino ritirò l'appoggio esterno del PSI al quinto governo Moro determinandone la caduta.

#### Moro contro i processi di piazza
Il 7 marzo 1977 cominciò in Parlamento il dibattito sullo scandalo Lockheed. Il deputato radicale Marco Pannella, tra i primi a parlare, sostenne la tesi che il responsabile delle tangenti non fosse il governo, ma il Presidente della Repubblica in persona, Giovanni Leone. Ugo La Malfa si schierò dalla sua parte chiedendo le dimissioni del Presidente. Moro intervenne il 9 marzo e difese il suo partito dall'accusa di aver posto in essere un «regime»; difese inoltre i ministri Luigi Gui (DC) e Mario Tanassi (PSDI), che erano al centro dell'inchiesta. Poi replicò all'intervento di Domenico Pinto, deputato di Democrazia Proletaria, che aveva detto che la corruzione della DC era provata dallo scandalo Lockheed; per questo i democristiani sarebbero stati processati nelle piazze: «Nel Paese vi sono molte opposizioni [...] ; e quell'opposizione, colleghi della Democrazia Cristiana, sarà molto più intransigente, sarà molto più radicale quando i processi non si faranno più in un'aula come questa, ma si faranno nelle piazze, e nelle piazze vi saranno le condanne».
Moro replicò: «Onorevoli colleghi che ci avete preannunciato il processo nelle piazze, vi diciamo che noi non ci faremo processare».
In seguito la frase si prestò a diverse interpretazioni politiche. La sua difesa di Rumor nella discussione parlamentare sullo scandalo Lockheed fu da taluni spiegata con un suo personale coinvolgimento nel sistema di tangenti versate dall'impresa aerospaziale americana Lockheed in cambio dell'acquisto di aerei da trasporto militari C-130. Secondo alcuni giornali dell'epoca Moro era il fantomatico Antelope Cobbler, destinatario delle bustarelle. L'accusa, che avrebbe avuto lo scopo di fare fuori politicamente Moro e far naufragare i suoi progetti politici, venne ridimensionata con l'archiviazione della posizione di Moro, il 3 marzo 1978, tredici giorni prima dell'agguato in via Fani.
La vicenda giudiziaria si concluse nel 1979 con l'assoluzione di Gui e la condanna di Tanassi.

### Verso la solidarietà nazionale
(Aldo Moro, Relazione al XII Congresso della Democrazia Cristiana, Roma, 9 giugno 1973)

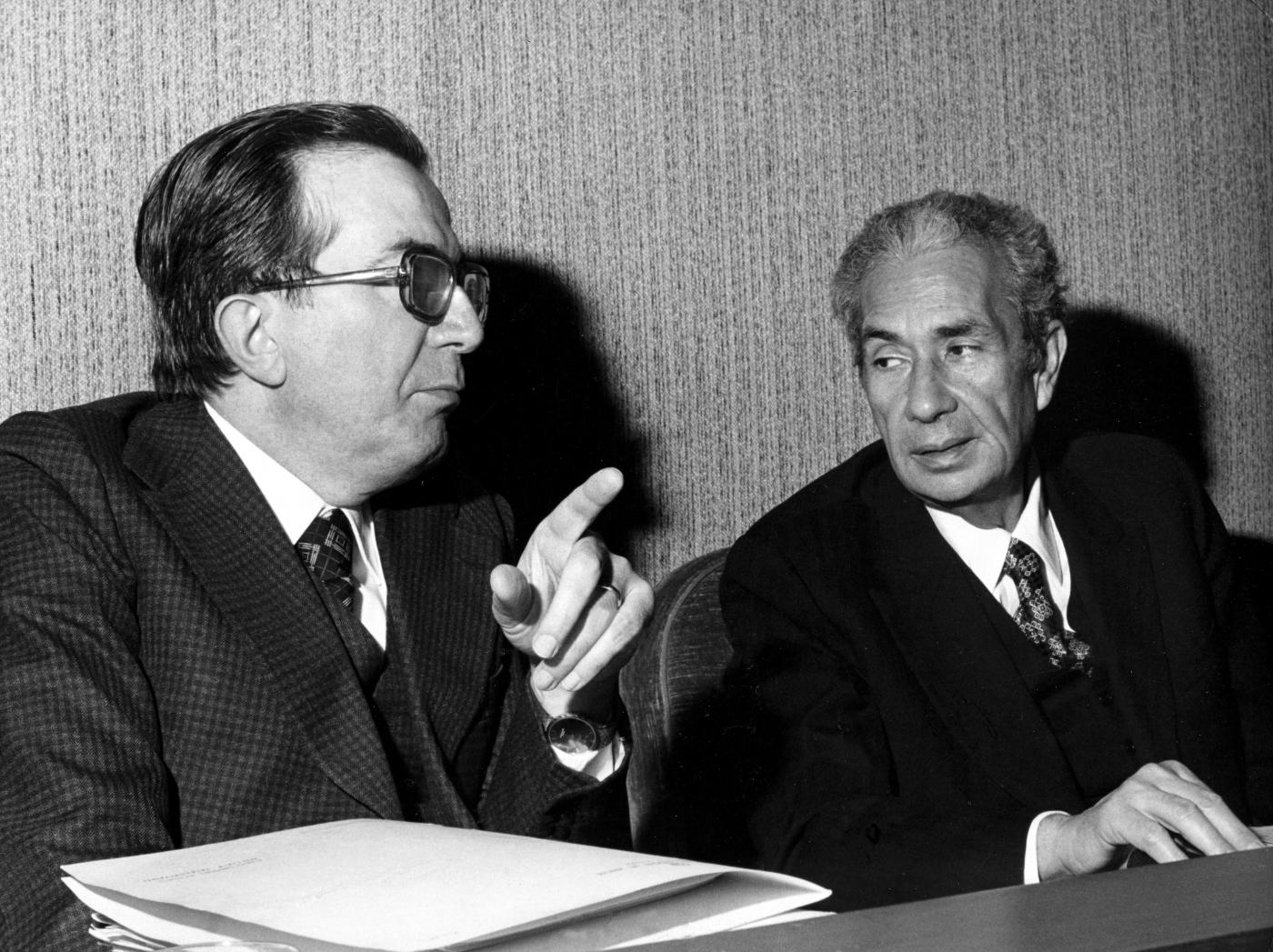
Il Presidente del Consiglio insieme a Giulio Andreotti

Roma, 3 maggio 1977. Una stretta di mano tra il segretario comunista Enrico Berlinguer e il presidente democristiano Aldo Moro, i principali fautori dell'opera di riavvicinamento tra le rispettive (e opposte) forze politiche, il Partito Comunista Italiano e la Democrazia Cristiana

Alle successive elezioni politiche anticipate, la Democrazia Cristiana mantenne la maggioranza relativa, in Parlamento, nonostante una crescita impressionante del PCI di Enrico Berlinguer. Andreotti riuscì a comporre il cosiddetto "governo della non sfiducia" e Moro fu eletto presidente del Consiglio Nazionale della DC. Nel gennaio 1978, ricevette nel suo studio di via Savoia a Roma Piersanti Mattarella, Michele Reina e Rino Nicolosi per parlare della costituenda Giunta regionale della Sicilia.
La sopravvivenza del sistema politico aveva bisogno sia di regole precise, sia di scendere continuamente a compromessi alla ricerca di una forma di tolleranza civile. Sandro Fontana così riepiloga i dilemmi di Moro: «Come conciliare l'estrema mobilità delle trasformazioni sociali con la continuità delle strutture rappresentative? Come integrare nello Stato masse sempre più estese di cittadini senza cedere a seduzioni autoritarie? Come crescere senza morire?»
Nell'opinione di Moro la soluzione a tali quesiti non poteva non essere raggiunta che con un compromesso politico, ampliando l'esperienza dell'"apertura a sinistra" della DC nei confronti del PSI di Pietro Nenni, avvenuta all'inizio degli anni sessanta. Ma la situazione era diversa: fin dal 1956 (rivoluzione ungherese) il PSI si era dichiaratamente staccato dal PCI intraprendendo una strada autonoma. Negli anni settanta e soprattutto dopo le elezioni del 1976, Moro concepì l'esigenza di dar vita a governi di "solidarietà nazionale", con una base parlamentare più ampia comprendente anche il PCI. Ciò rese Moro oggetto di aspre contestazioni: i critici lo accusarono di volersi rendere artefice di un secondo "compromesso storico", più clamoroso di quello con Nenni, in quanto prevedeva una collaborazione di governo con il Partito Comunista di Enrico Berlinguer, che ancora faceva parte della sfera d'influenza sovietica. Consapevole di questo, Berlinguer anticipò le eventuali preclusioni ai suoi danni prendendo pubblicamente le distanze da Mosca e rivendicando la capacità del PCI di muoversi autonomamente sullo scacchiere politico italiano. Il segretario nazionale del PCI aveva proposto un accordo di solidarietà politica fra comunisti e cattolici, in un momento di profonda crisi sociale e politica in Italia: la conseguenza fu un intenso confronto parlamentare tra i due schieramenti, che fece parlare di "centralità del Parlamento".
All'inizio del 1978 Moro, allora presidente della Democrazia Cristiana, fu l'esponente politico più importante che ritenne possibile un governo di "solidarietà nazionale", che includesse anche il PCI nella maggioranza, sia pure senza una presenza di ministri comunisti nel governo, in una prima fase. Tale soluzione presentava rischi sul piano della politica internazionale, in quanto non trovava il consenso delle grandi superpotenze mondiali:
- Disaccordo degli Stati Uniti d'America: l'ingresso al governo di persone che avevano stretti contatti con il partito comunista sovietico avrebbe consentito loro di venire a conoscenza, in piena guerra fredda, di piani militari e di postazioni strategiche supersegrete della NATO. Inoltre, una partecipazione comunista in un paese d'influenza americana sarebbe stata una sconfitta culturale degli Stati Uniti nei confronti del resto del mondo, e soprattutto dell'Unione Sovietica[51];
- Disaccordo dell'Unione Sovietica:[52] la partecipazione al governo del PCI sarebbe stata interpretabile come una forma di emancipazione del partito dal controllo sovietico e di avvicinamento autonomo agli Stati Uniti[53].

### Sequestro, morte e sepoltura

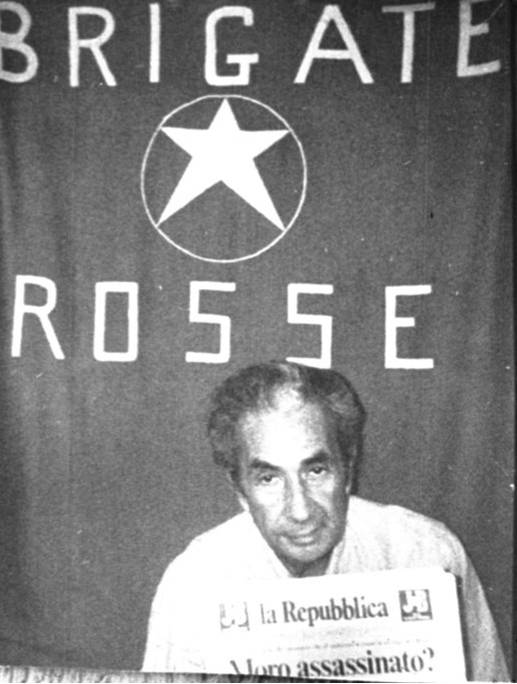
Moro recluso nella "prigione del popolo" delle Brigate Rosse.

Il 16 marzo 1978, giorno della presentazione del nuovo governo, il quarto guidato da Giulio Andreotti, la Fiat 130 che trasportava Moro dalla sua abitazione nel quartiere Trionfale zona Monte Mario di Roma alla Camera dei deputati, fu intercettata da un commando delle Brigate Rosse all'incrocio tra via Mario Fani e via Stresa. Secondo la versione ufficiale basata sulle testimonianze degli arrestati (il cosiddetto Memoriale Morucci) alla base delle sentenze giudiziarie, quattro uomini delle Brigate Rosse travestiti da avieri dell'Alitalia, uccisero i cinque uomini della scorta (Domenico Ricci, Oreste Leonardi, Raffaele Iozzino, Giulio Rivera e Francesco Zizzi) e sequestrarono il presidente della Democrazia Cristiana. Secondo la ricostruzione di Guido Salvini, magistrato e consulente per la commissione parlamentare d'inchiesta sul Caso Moro tra il 2014 e il 2018, vi furono altre persone che parteciparono al rapimento, almeno sei travestite da avieri Alitalia, di cui una a cavalcioni di una moto durante l'attacco, e almeno un'altra persona posizionata dal lato opposto rispetto ai brigatisti. 
Secondo la versione del Memoriale Morucci e delle sentenze giudiziarie, Moro fu poi tenuto prigioniero per 55 giorni nel covo di via Camillo Montalcini 8. Ricostruzioni più recenti basate su nuove testimonianze e metodi di indagine aggiornati, citate nei lavori della Commissione Parlamentare di Inchiesta sul caso Moro, contraddicono le confessioni dei brigatisti e suggeriscono la possibilità che Moro sia stato spostato in più covi durante il suo periodo di prigionia. Una fonte anonima della polizia giudiziaria sostiene che Moro sia stato inizialmente tenuto prigioniero al quarto piano della palazzina di Via Massimi 91 di proprietá dello IOR.

9 maggio 1978, ritrovamento del cadavere nel bagagliaio della Renault 4 rossa parcheggiata in Via Michelangelo Caetani

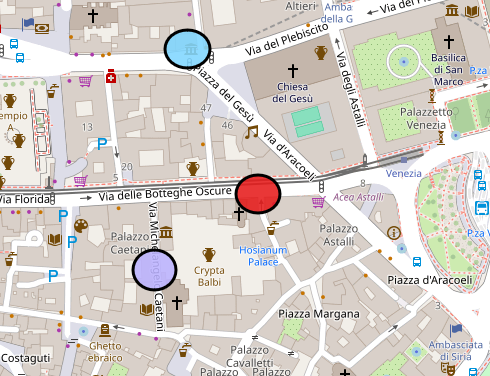
Mappa della zona in cui fu rinvenuto: pallino viola cadavere di Moro, rosso sede PCI, azzurro sede DC

10 maggio 1978: funerale a Torrita Tiberina, trasporto a mano della bara

I brigatisti conclusero il sequestro uccidendo Moro: lo fecero salire dentro il portabagagli di un'automobile Renault 4 rossa – rubata il precedente 2 marzo a un imprenditore (Filippo Bartoli) nel quartiere Prati, due settimane prima dell'eccidio di via Fani – e gli ordinarono di coricarsi e coprirsi con una coperta dicendo che avevano intenzione di trasportarlo in un altro luogo. Dopo che Moro fu coperto, gli spararono dodici proiettili, uccidendolo. Il corpo di Aldo Moro fu ritrovato nella stessa auto il 9 maggio a Roma in via Caetani, emblematicamente vicina a via delle Botteghe Oscure (dove era la sede nazionale del Partito Comunista Italiano) e poco lontana da piazza del Gesù (dov'era la sede nazionale della Democrazia Cristiana). Aveva 61 anni.
Il successivo 13 maggio si tenne una solenne commemorazione funebre nella basilica di San Giovanni in Laterano, a cui parteciparono le principali personalità politiche italiane e che venne trasmessa in televisione. Il rito fu celebrato dal cardinal vicario di Roma Ugo Poletti ed, eccezionalmente, vi presenziò anche papa Paolo VI, che pronunciò un'accorata omelia per l'amico assassinato. La cerimonia tuttavia si svolse senza il feretro di Moro per esplicito volere della famiglia, che non vi partecipò, ritenendo che lo Stato italiano poco o nulla avesse fatto per salvare la vita dello statista, rifiutando i funerali di Stato e svolgendo le esequie in forma privata presso la chiesa di San Tommaso di Torrita Tiberina (RM), comune ove Moro aveva amato soggiornare e nel cui cimitero fu sepolto.

## Lettere di Aldo Moro

### Corrispondenza dalla prigionia

13 maggio 1978, commemorazione funebre per Aldo Moro. In prima fila, iniziando dalla seconda persona a sinistra: Pietro Ingrao, Giovanni Leone, Amintore Fanfani, Giulio Andreotti e Virginio Rognoni.

Rinchiuso dalle Brigate Rosse nella "prigione del popolo", Aldo Moro scrisse moltissime lettere, indirizzate perlopiù ai familiari e alla dirigenza della Democrazia Cristiana, più precisamente a Benigno Zaccagnini, a Francesco Cossiga, a Giulio Andreotti, a Riccardo Misasi e ad altri; oltre che al capo socialista Bettino Craxi, l'unico esponente di governo che abbia sostenuto la necessità di trattare per salvare la vita di Moro. L'autenticità delle lettere è da lungo tempo oggetto di dibattito. Gli esami grafologici hanno sicuramente attribuito la scrittura materiale delle stesse al politico, ma buona parte dell'allora dirigenza politica (soprattutto DC e in generale chi era ascritto alla "linea della fermezza" per chiudere ogni spiraglio alla trattativa) sosteneva che non fossero pensate da Moro, bensì dettate dalle Brigate Rosse. Il parere dei familiari e di diversi studiosi è invece quello di riconoscere pienamente Moro in quegli scritti. Trentotto di queste lettere vennero pubblicate, con una introduzione attribuita a Bettino Craxi, nel pamphlet Lettere dal Patibolo dalla rivista «Critica Sociale».

### Memoriale Moro
Durante i 55 giorni di prigionia, Aldo Moro viene sottoposto a lunghi interrogatori da parte del brigatista Mario Moretti. Per ogni argomento, poi, il Presidente DC scriveva di proprio pugno un "verbale" sui fogli quadrettati riempiendo diversi blocchi. Questi documenti, redatti personalmente da Moro e poi dattiloscritti dalle BR durante la prigionia costituirono il cosiddetto Memoriale Moro. La copia originale non verrà mai ritrovata, mentre alcuni esemplari dattiloscritti e fotocopiati vennero ritrovati nel covo di via Monte Nevoso 8 a Milano il 1º ottobre 1978 e il 9 ottobre 1990. Gli interrogatori vennero registrati su un normale registratore, ma le bobine contenenti le domande di Moretti e le risposte di Moro non furono mai ritrovate.

### Termine della secretazione dei lavori governativi di Aldo Moro
Scaduti i termini di secretazione, sono stati pubblicati alcuni documenti realizzati durante la sua attività politica.
Nell'ottobre 2014 è stata costituita la commissione d'inchiesta parlamentare, alla cui presidenza si è insediato Giuseppe Fioroni.

## Pensiero ed eredità intellettuale

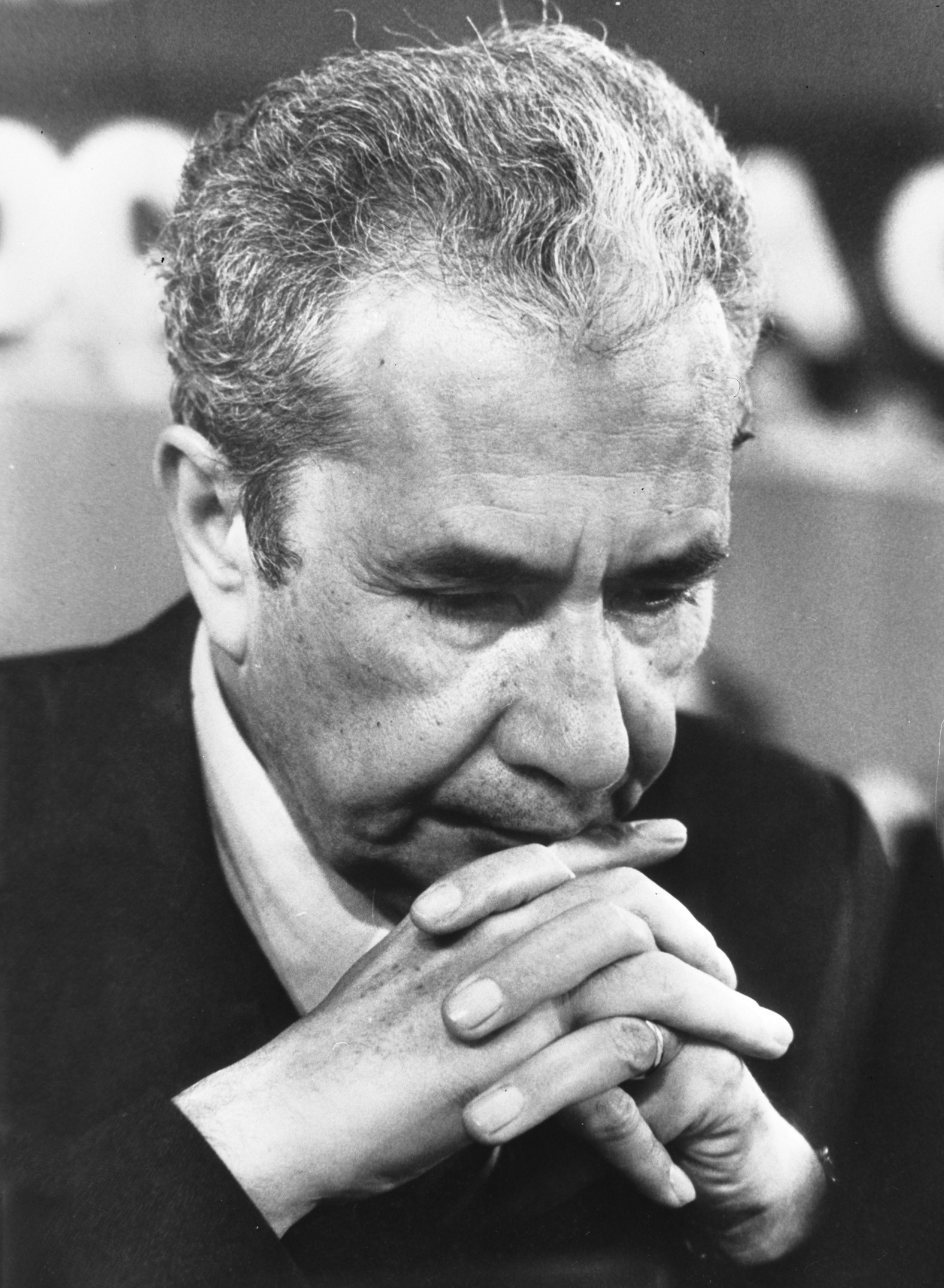
Aldo Moro nel 1978, qui fotografato pochi mesi prima del rapimento

Il pensiero moroteo è stato scandagliato negli ultimi anni alla ricerca di una traccia che possa teorizzare un piano teoretico di Moro. Ricercatori, collaboratori, filosofi si sono impegnati, non soltanto in ambito storiografico, a decifrare la vasta memoria di scritti e discorsi, opere, articoli e pubblicazioni dello statista. Giovanni Galloni racconta nel suo Trent'anni con Moro l'esperienza politica e personale con lo statista all'interno della DC e della politica italiana.
Il libro non è parco di aneddoti, teorie e considerazioni personali dell'ex ministro della Pubblica istruzione. Angelo Schillaci, nel suo lavoro Persona ed esperienza giuridica nel pensiero di Aldo Moro individua le radici di una filosofia del diritto all'interno del pensiero di Moro, che afferisce ad autori quali Mounier e Maritain. In particolare Schillaci sottolinea il concetto di subiettivazione della norma penale nella teoria giuridica morotea in cui il soggetto di reato è in primis titolare di un diritto innato, appunto soggettivo, al quale il legislatore deve sottostare; ne derivano temi come la pena di morte, l'ergastolo e la rieducazione dell'ergastolano in cui Aldo Moro s'impegnò durante la sua decennale attività politica.
La filosofia politica di Aldo Moro è stata studiata da Danilo Campanella che, dopo un'attenta ricerca sulla sua storia personale e sulla sua opera come esperto di diritto, ha individuato in Moro un vero e proprio filosofo della politica. Nei suoi studi Campanella ha illustrato come la filosofia di Aldo Moro partisse dal diritto romano arricchito dal cristianesimo, indagasse il contrasto tra il concetto cristiano di persona e la sua radicalizzazione nella subiettivazione, per poi estendersi all'ambito della filosofia politica approdando, infine, a una forma di teologia pratica del vivere civile. Campanella distingue quella di Moro come teologia "della" politica e, in quel "della", esprime il ruolo della religione nel vivere civile come ispirazione, e non come imposizione: per lo statista pugliese, infatti, il cristiano deve essere uomo politico non da cristiano, bensì in quanto tale. 
Lo statista non s'impegnò in una commistione di filosofie precedenti, né criticò teorie politiche, ma cercò di dare risposte nuove ai problemi della politica all'interno della filosofia, come Campanella ha illustrato durante l'Inaugurazione nazionale delle presentazioni Aldo Moro, in cui il filosofo ha trattato il ruolo del cittadino nella democrazia, una nuova concezione di Stato, il ruolo della Resistenza come nuovo e vero Risorgimento, l'alternanza tra cattolicesimo e socialismo, il pluralismo, una nuova e innovativa concezione di laicità (polo pubblico e polo privato che Moro trasla dalla giurisprudenza), la comunità sociale e le prospettive europee negli Stati Uniti d'Europa, la politica reale e quella ideologica.

### Moro e la DC

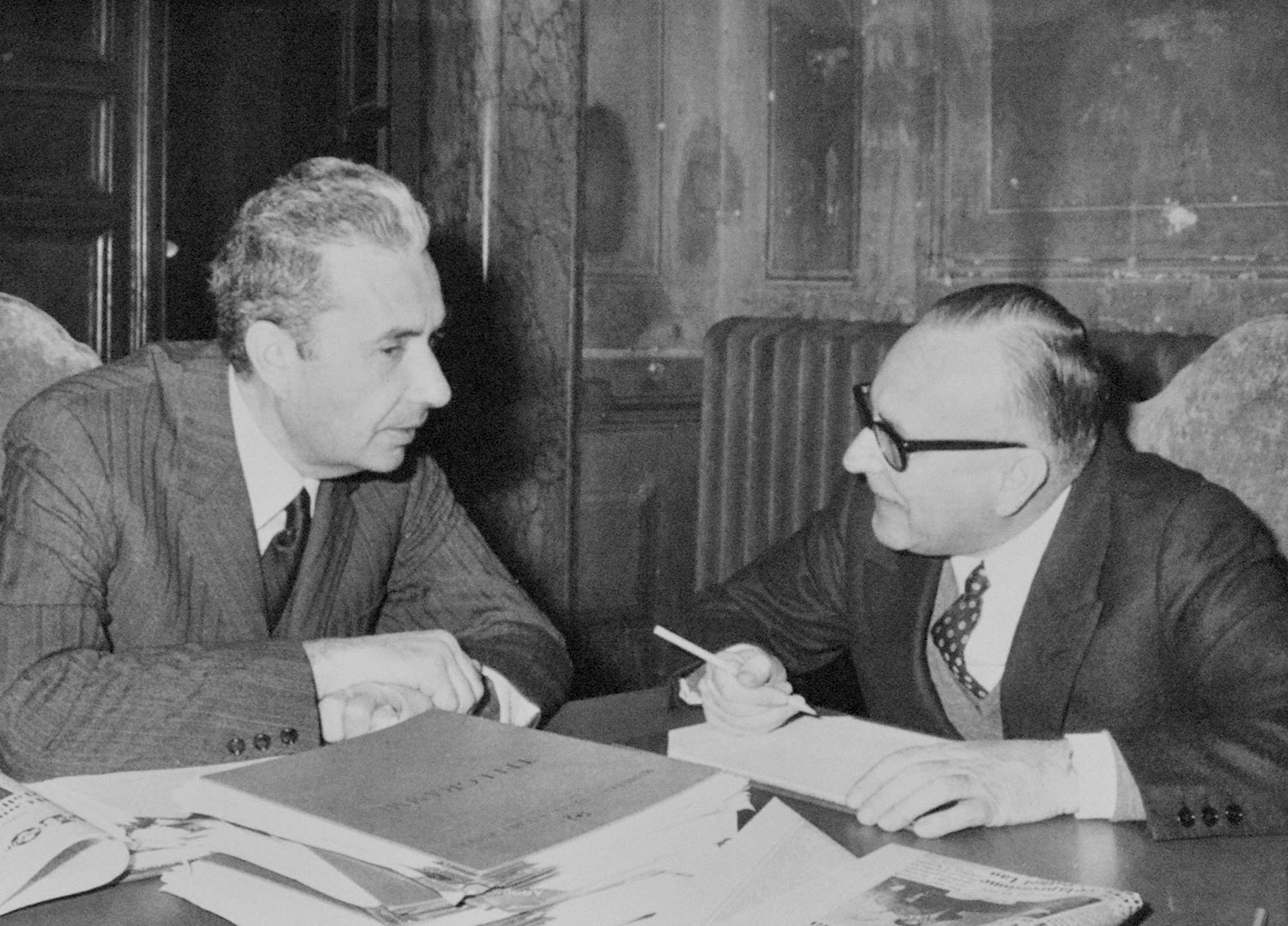
Aldo Moro e Mariano Rumor

Aldo Moro «era un cattolico osservante e praticante e la sua fede in Dio si rispecchiava nella sua vita politica». Era considerato un mediatore tenace e particolarmente abile nella gestione e nel coordinamento politico delle numerose "correnti" che agivano e si suddividevano il potere all'interno della Democrazia Cristiana. All'inizio degli anni sessanta Moro fu un convinto assertore della necessità di un'alleanza tra il suo partito e il Partito Socialista Italiano, per creare un governo di centro-sinistra.
Nel congresso democristiano di Napoli del 1962 riuscì a portare su questa posizione l'intero gruppo dirigente del partito. La stessa cosa avvenne all'inizio del 1978 (poco prima del rapimento), quando riuscì a convincere la DC della necessità di un "governo di solidarietà nazionale", con la presenza del PCI nella maggioranza parlamentare. La sua intenzione dominante era di allargare la base del sistema di governo, ossia il vertice del potere esecutivo avrebbe dovuto rappresentare un numero più ampio di partiti e di elettori. Questo sarebbe stato possibile solo con un gioco di alleanze aventi come fulcro la DC, seguendo così una linea politica secondo il principio di democrazia consociativa.

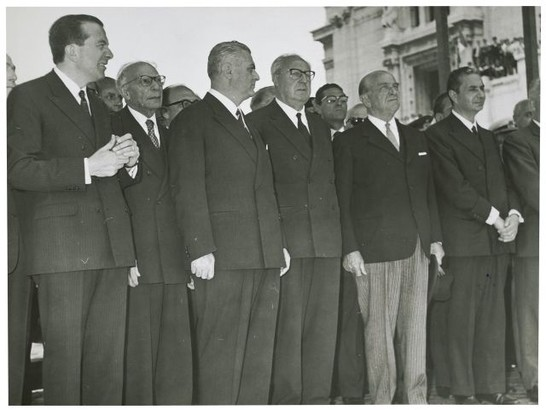
Le massime cariche dello Stato presso l'Altare della Patria (1965): da sinistra Giulio Andreotti, ministro della Difesa, al centro Giuseppe Saragat, Presidente della Repubblica, Cesare Merzagora, Presidente del Senato e Aldo Moro, Presidente del Consiglio dei Ministri.

Secondo Sandro Fontana, Moro nella sua attività politica si trovava nella difficoltà di conciliare la missione cristiana e popolare della Democrazia Cristiana con i valori di tendenza laica e liberale della società italiana. Il "miracolo economico", che aveva portato l'Italia rurale a diventare in pochi decenni una delle grandi potenze industriali mondiali, comportò anche un cambiamento sociale, con il risveglio delle masse richiedenti una presenza attiva nella vita del paese. Moro, quando affermava che "di crescita si può anche morire", esprimeva un suo giudizio sui rischi di una società in rapida crescita. Il risveglio delle masse aveva favorito nuove e più forti fasce sociali (tra cui i giovani, le donne e i lavoratori) che avevano bisogno di integrazione (anche economica con precise riforme) all'interno del processo politico.
Le masse popolari, secondo alcuni, tendevano a esprimere in forma "emotiva e mitologica" il loro bisogno di una partecipazione diretta alla gestione del potere. Secondo altri, più semplicemente, le masse popolari italiane erano e sono – per ragioni storiche, politico-culturali e di fragilità del ceto intellettuale – propense a inclinare verso una destra autoritaria. In questo quadro variegato e in evoluzione, la missione che Moro avrebbe ascritto alla Democrazia Cristiana fu di recuperare le classi popolari dal fascismo e traghettarle nel sistema democratico.
Per questo motivo, Moro si sarebbe ritrovato nella situazione di dover "armonizzare" realtà apparentemente inconciliabili tra loro. Questo fattore era un fondamentale presupposto per la nascita di gruppi terroristici che, visti sotto quest'ottica, sarebbero il frutto dell'estremizzazione della partecipazione attiva ed extraparlamentare alla politica del paese da parte di una piccola frazione della popolazione in cui componenti emozionali e mitologiche si mescolerebbero provocando quasi sempre "situazioni drammatiche".

## Riconoscimenti ufficiali

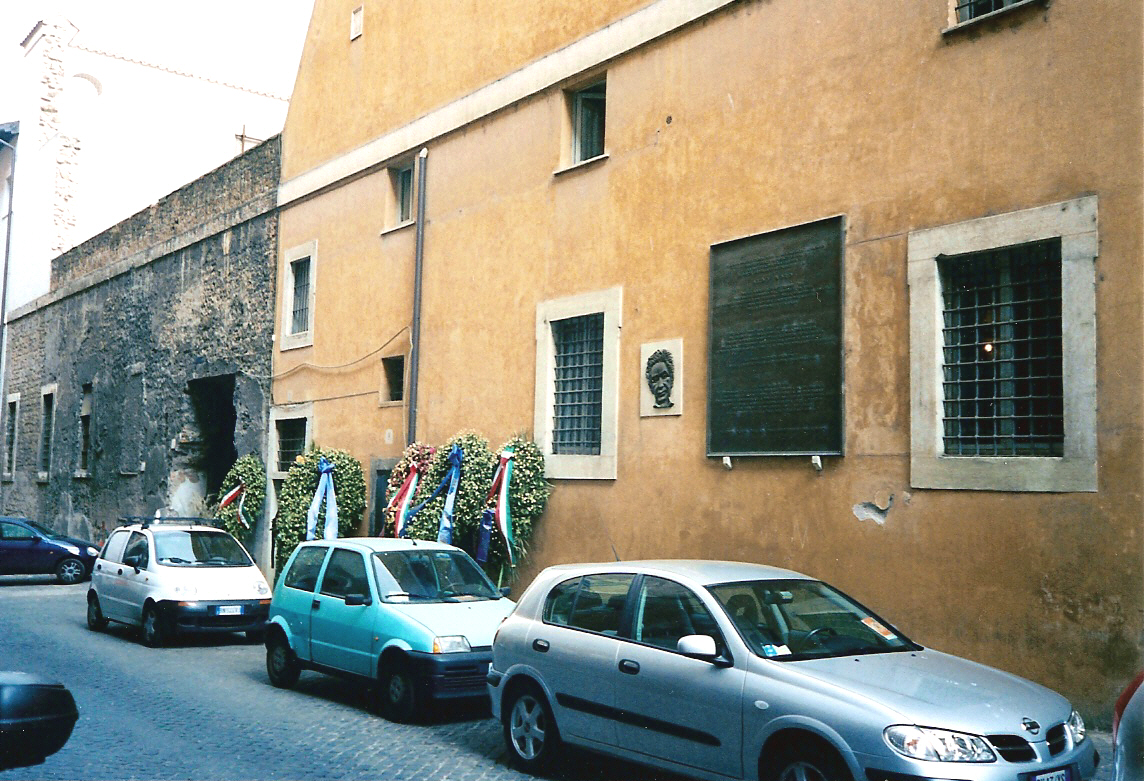
Memoriale di Aldo Moro, in via Caetani, a Roma

Il 4 maggio 2007, il Parlamento ha votato e approvato una legge con la quale si istituisce il 9 maggio il "Giorno della memoria" in ricordo di Aldo Moro e di tutte le vittime del terrorismo.
Tra aprile e maggio 2007 è stata presentata presso l'Istituto San Giuseppe delle suore Orsoline a Terracina e presso la sede dell'associazione Forche Caudine a Roma, presente la figlia Agnese, una raccolta ragionata dei suoi scritti giornalistici, curata da Antonello Di Mario e Tullio Pironti editore.
Nella notte tra l'8 e il 9 giugno 2007, giorni della visita del presidente degli Stati Uniti d'America George W. Bush in Italia, la lapide di via Fani che ricorda il rapimento di Aldo Moro e le cinque persone della scorta uccise è stata imbrattata con la scritta "Bush uguale a Moro".
Il giorno della domenica delle Palme del 2008, 16 marzo, a trent'anni dal suo rapimento, il vescovo di Caserta Raffaele Nogaro nell'omelia pasquale ha chiesto l'avvio di un processo di beatificazione per Aldo Moro: "uomo di infinita misericordia, che perdonò tutti". Il 20 settembre 2012 il presidente del tribunale diocesano di Roma dà il via libera all'inchiesta sulla beatificazione di Aldo Moro dopo il nulla osta concesso dal vicario del Papa, cardinal Agostino Vallini, che ha indicato lo statista «servo di Dio». È stato nominato postulatore per la causa di beatificazione dello statista il dottor Nicola Giampaolo di Rutigliano.
Nel giorno del 30º anniversario della sua morte, l'Università degli Studi di Bari, di cui Moro fu studente e docente, ha deliberato di intitolarsi allo statista, la decisione ha avuto il consenso e apprezzamento della figlia Agnese Moro. Ad Aldo Moro è dedicato il ponte omonimo di Taranto conosciuto anche come ponte Punta Penna Pizzone.

## Moro nella cultura di massa

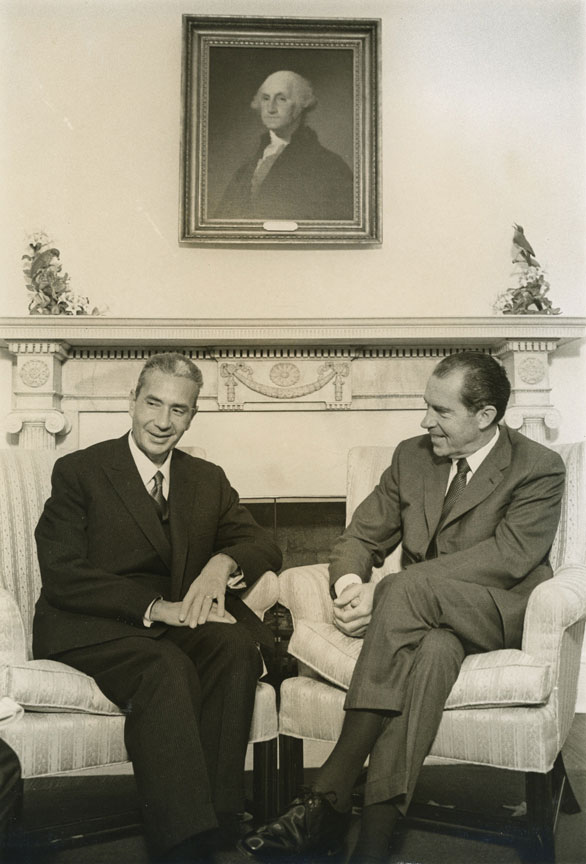
Aldo Moro e Richard Nixon (1969)

- È stata attribuita ad Aldo Moro l'espressione convergenze parallele. Il termine specifico fu coniato da Eugenio Scalfari in un articolo pubblicato sul settimanale L'Espresso in data 24 luglio 1960[88]. In realtà, pochi giorni prima, il 16 luglio 1960, Aldo Moro aveva parlato - in un comunicato ufficiale - di «convergenze democratiche». Non è chiaro se e quando Moro abbia veramente pronunciato questa espressione: alcuni (tra cui Corrado Guerzoni, stretto collaboratore e biografo di Moro, e Mino Martinazzoli, ex collega di partito) considerano l'attribuzione a Moro una leggenda urbana traente, verosimilmente, origine da un discorso pronunciato nell'ambito del congresso di Firenze della Democrazia Cristiana del 1959, inerente alla politica delle alleanze. L'affermazione secondo cui "in tale direttrice diviene indispensabile progettare convergenze di lungo periodo con le sinistre, pur rifiutando il totalitarismo comunista" avrebbe dato spunto al concetto delle convergenze parallele. Si noti che la frase sopra citata si riferiva alla collaborazione con il PSI, che dal 1956 portava avanti una politica autonomista, nettamente distaccandosi dall'URSS e dal PCI, il che avvalora la tesi della leggenda metropolitana. La locuzione è comunque considerata un'epitome della carriera politica di Moro (sempre rivolta alla ricerca del compromesso), tanto da aver dato titolo a un libro a lui dedicato[89].
- Moro e Fanfani furono definiti i due "cavalli di razza" della Democrazia Cristiana. L'espressione fu lanciata da Carlo Donat-Cattin al Consiglio nazionale del 9 novembre 1969 che elesse Arnaldo Forlani segretario del partito. In tale occasione Donat Cattin affermò: «La DC ha due cavalli di razza, Fanfani e Moro, ma ha deciso di non farli correre». Dato il successo dell'espressione, il politico ligure la ripropose in occasione delle elezioni del Presidente della Repubblica del 1971, relativamente all'individuazione del candidato DC: «Non dimentichiamoci che la DC può contare solo su due cavalli di razza: Fanfani e Moro. Gli altri al più sono ottimi mezzosangue».

## Opere
Aldo Moro si occupò, assieme di politica attiva, anche di filosofia, principalmente filosofia del diritto e filosofia politica.
- Lettere. 16 marzo-9 maggio 1978, San Bellino, Nova Cultura, 1995.
- La capacità giuridica penale, Padova, CEDAM, 1939.
- La subiettivazione della norma penale, Bari, Macrì, 1942.
- Lo stato. Corso di lezioni di filosofia del diritto tenute presso l'Università di Bari nell'anno accademico 1942-43, raccolte a cura e per uso degli studenti, Padova, CEDAM, 1943.
- Il diritto. Corso di lezioni di filosofia del diritto tenute presso la R. Università di Bari nell'anno accademico 1944-45, raccolte a cura e per uso degli studenti, Bari, L.U.C.E., 1945.
- L'antigiuridicità penale, Palermo, Priulla, 1947.
- Appunti sull'esperienza giuridica. Lo stato. Lezioni di filosofia del diritto tenute presso l'università di Bari nell'anno accademico 1946-1947, Bari, L.U.C.E., 1947.
- Unità e pluralità di reati. Principi, Padova, CEDAM, 1951; 1954.
- La parità della scuola, in Libertà e parità della scuola non statale nella Costituzione, Roma, Fidae, 1957.
- Pensiero politico di Luigi Sturzo, Napoli, Ediz. Politica popolare, 1959.
- Relazione al VII Congresso nazionale della Democrazia cristiana. Firenze, 23-28 ottobre 1959, Roma, DC Spes, 1960.
- La Democrazia cristiana per il governo del paese e lo sviluppo democratico nella società italiana, Roma, Cinque lune, 1961.
- Le funzioni sociali dello Stato, in Funzioni e ordinamento dello Stato moderno, Roma, Studium, 1961.
- Per garantire e sviluppare la democrazia in Italia. Relazione dell'on. Moro al Consiglio nazionale della D.C., Roma, DC Spes, 1961.
- La continuità della politica di sviluppo democratico promossa in Italia dalla Democrazia cristiana, Roma, DC Spes, 1962.
- Discorsi elettorali. Elezioni amministrative 10 giugno 1962, Roma, Cinque lune, 1962.
- Il discorso al Consiglio nazionale. Roma 3-4-5 luglio 1962, Roma, DC Spes, 1962.
- La Democrazia cristiana per la donna nella famiglia e nella società, Roma, DC Spes, 1963.
- La professione forza coesiva della società, in Cristianesimo e democrazia, Roma, Civitas, 1964.
- Dichiarazioni programmatiche di governo. Dicembre 1963, Roma, Spes centrale, 1964.
- La linea Moro, Livorno, Il telegrafo, 1964.
- Luigi Sturzo: una vita per la libertà e la democrazia, in Il movimento politico dei Cattolici, Roma, Civitas, 1969.
- Una politica per i tempi nuovi, Roma, Agenzia Progetto, 1969.
- Per la società italiana e la comunità internazionale, Roma, Agenzia Progetto, 1971.
- Prima e dopo il 7 maggio, Roma, Agenzia Progetto, 1972.
- Per una iniziativa politica della Democrazia cristiana, Roma, Agenzia Progetto, 1973.
- Il diritto. Lezioni di filosofia del diritto tenute presso l'Università di Bari: 1944-1945, Bari, Cacucci, 1978.
- Il diritto, 1944-1945. Lezioni di filosofia del diritto tenute presso l'Università di Bari; Lo Stato, 1946-1947. Appunti sull'esperienza giuridica, Bari, Cacucci, 1978.
- Discorsi politici, Roma, Cinque lune, 1978.
- Nella società che cambia. Discorsi della prima seconda e terza fase, Roma, EBE, 1978.
- L'intelligenza e gli avvenimenti. Testi 1959-1978, Milano, Garzanti, 1979.
- Scritti e discorsi, 6 voll., Roma, Cinque lune, 1982-1990.
- Al di là della politica e altri scritti. Studium, 1942-1952, Roma, Studium, 1982.
- Moro. I giorni del tormento, Roma, Cinque lune, 1982.
- Italia nell'evoluzione dei rapporti internazionali. Discorsi, interventi, dichiarazioni e articoli recuperati e interpretati da Giovanni Di Capua, Roma-Brescia, EBE-Moretto, 1986.
- Aldo Moro. Il potere della parola (1943-1978), Roma, EBE, 1988.
- Dichiaro aperta la fiera del Levante.... I discorsi da Presidente del Consiglio alle edizioni del 1964, 1965, 1966, 1967, 1975 della Campionaria barese, Bari, Safra, 1991.
- Il memoriale di Aldo Moro rinvenuto in via Monte Nevoso a Milano, Roma, Coletti, 1993. ISBN 88-7826-501-2.
- "Il fine è l'uomo", Edizioni di Comunità, Roma, 2018
- La prudenza e il coraggio. Articoli e interviste negli anni della segreteria politica della Democrazia Cristiana (1959-1964), a cura di P. Totaro e R. Ambrosino, Giappichelli, Torino 2018.
- Lettere dal patibolo, Milano, Giornalisti editori, 1995.
- Discorsi parlamentari. 1947-1977, 2 voll., Roma, Camera dei Deputati, 1996.
- Il mio sangue ricadrà su di loro. Gli scritti di Aldo Moro prigioniero delle Br, Milano, Kaos, 1997. ISBN 88-7953-058-5.
- Moro: lettere dal carcere delle Brigate Rosse. 9 maggio '78 - 9 maggio '98, Roma, L'Editrice Romana, 1998.
- Pietro Nenni, Aldo Moro. Carteggio 1960-1978, Firenze, La Nuova Italia, 1998. ISBN 88-221-3000-6.
- Ultimi scritti. 16 marzo-9 maggio 1978, Casale Monferrato, Piemme, 1998. ISBN 88-384-3198-1.
- La democrazia incompiuta. Attori e questioni della politica italiana, 1943-1978, Roma, Editori Riuniti, 1999. ISBN 88-359-4684-0.
- 55 giorni di piombo. Le lettere dal carcere di Aldo Moro, i ricordi di Francesco Cossiga, Claudio Martelli, Agnese Moro, Eugenio Scalfari, Roma, Elleu Multimedia, 2000.
- 55 giorni. Aldo Moro-voci e carte dalla prigione, Roma, Nuova iniziativa editoriale, 2003.
- Lezioni di istituzioni di diritto e procedura penale. Tenute nella Facoltà di scienze politiche dell'Università degli studi di Roma, con DVD audio, Bari, Cacucci, 2005. ISBN 88-8422-404-7.
- Lo Stato, il diritto, Bari, Cacucci, 2006. ISBN 88-8422-536-1.
- Lettere dalla prigionia, Torino, Einaudi, 2008. ISBN 978-88-06-18585-5.
- La democrazia incompiuta, Milano, RCS Quotidiani, 2011.
- Libertà e giustizia sociale. Per un'autonomia della persona umana (13 marzo 1947), in I valori costituzionali del riformismo cristiano, Soveria Mannelli, Rubbettino, 2011. ISBN 978-88-498-3056-9.
- L'Italia di Donat-Cattin. Gli anni caldi della prima Repubblica nel carteggio inedito con Moro... (1960-1991), Venezia, Marsilio, 2011. ISBN 978-88-317-1146-3.
- "Siate indipendenti. Non guardate al domani ma al dopo domani". Le lettere di Aldo Moro dalla prigionia alla storia, Roma, Direzione Generale per gli Archivi-Archivio di Stato di Roma, 2013. ISBN 978-88-7125-329-9.

## Opere su Aldo Moro

### Cinema
- Todo modo: film di Elio Petri, 1976, nel quale il personaggio del presidente, interpretato da Gian Maria Volonté, è palesemente ispirato ad Aldo Moro. Il film è tratto dall'omonimo romanzo di Leonardo Sciascia.
- Il caso Moro: film di Giuseppe Ferrara, 1986. Il protagonista è nuovamente Gian Maria Volonté.
- L'anno del terrore: film di John Frankenheimer, 1991. Tratto dal romanzo Year of The Gun di Michael Mewshaw; il personaggio dello statista compare brevemente in alcune scene ed è interpretato da Aldo Mengolini.
- Piazza delle Cinque Lune: film di Renzo Martinelli, 2003. Il vero Moro appare in immagini di repertorio. Quello finto è interpretato da un caratterista mai in primo piano. Il film è dedicato all'allora ventisettenne nipote Luca Bonini Moro, che compare sui titoli di coda in veste di cantautore, interpretando il brano Maledetti voi; sullo sfondo del ragazzo (figlio di Maria Fida Moro e spesso affettuosamente citato nelle lettere dello statista durante la prigionia), alcune fotografie di lui a due anni col nonno nei giorni immediatamente precedenti il sequestro.
- Buongiorno, notte: film di Marco Bellocchio, 2003. Moro è interpretato da Roberto Herlitzka.
- Nel cuore dello Stato: film documentario di Alberto Castiglione, scritto con Fabrizio Scibilia, presentato a Palermo il 18 marzo 2008.
- Se sarà luce sarà bellissimo - Moro: Un'altra storia: film di Aurelio Grimaldi, (2004, uscito nel 2009); Moro è interpretato da Roshan Seth.
- Il divo: film di Paolo Sorrentino, 2008. Lo statista è interpretato da Paolo Graziosi.
- Romanzo di una strage: film di Marco Tullio Giordana, 2012. Lo statista è interpretato da Fabrizio Gifuni.
- Non è un caso, Moro: docufilm di Tommaso Minniti, 2021. Tratto dall'inchiesta di Paolo Cucchiarelli.
- Esterno notte: film di Marco Bellocchio, 2022. Moro è interpretato da Fabrizio Gifuni.

### Televisione
- Assolvenza Aldo Moro (Blob Speciale) antologia di filmati ed estratti dagli archivi Rai (servizi tratti dai TG, pubblicità, frammenti di film, programmi vari) risalenti al periodo del rapimento dello statista. Fu realizzata dalla redazione di Blob nel 1998 in occasione del ventennale dei noti avvenimenti. Fu trasmessa su Rai 3 dal 9 marzo[91] al 16 maggio[92] per cinque giorni a settimana (lunedì, mercoledì, giovedì, venerdì e sabato)[93]; ogni puntata durava circa una dozzina di minuti e precedeva l'inizio di Blob.[93]
- Aldo Moro - Il presidente: fiction televisiva in due puntate, prodotta dalla Taodue di Piero Valsecchi, diretta da Gianluca Maria Tavarelli e interpretata da Michele Placido, in onda su Canale 5 il 9 e 11 maggio 2008 in occasione del trentennale dalla morte dello statista.
- Alcuni filmati di repertorio dell'omicidio di Aldo Moro compaiono all'inizio del primo episodio della seconda stagione della serie televisiva inglese "Utopia".
- Aldo Moro - Il professore, regia di Francesco Miccichè - DocuFilm, interpretato da Sergio Castellitto (2018).
- M di Michele Santoro (2018) speciale di quattro puntate di "M" dedicate al caso Moro. "M" intreccia il docu-drama in forma di fiction con il teatro in diretta e l'approfondimento giornalistico.
- Il film Esterno notte di Marco Bellocchio è stato adattato anche alla forma di miniserie TV in tre episodi, in onda su Rai 1 il 14, 15, 17 novembre 2022.
- Tina Anselmi - Una vita per la democrazia, regia di Luciano Manuzzi – docu-drama (2023) - interpretato da Gaetano Aronica.
- Report (Raitre, 2024), rubrica Report Plus, servizi I segreti delle Brigate Rosse (in prima visione il 7 gennaio 2024[94]) e I nemici di Moro e Falcone (prima messa in onda il 12 maggio 2024[94]), entrambi curati da Paolo Mondani.

### Musica
- La canzone E Berta filava di Rino Gaetano è, per molti un riferimento ad Aldo Moro e alla sua politica di apertura verso il PCI, che era in realtà totale, seppur Moro non lo dicesse in pubblico. Alla base di ciò ci sono le parole che lo stesso Rino Gaetano disse nel 1977 nel concerto a San Cassiano, dove citò proprio Moro, dedicandogli la canzone.[senza fonte][95]
- Io se fossi Dio di Giorgio Gaber (1980): la canzone, della durata di 14 minuti, esprime - tra gli altri - un giudizio negativo anche su Aldo Moro. Fu pubblicata dalla F1 Team su disco da 12 pollici inciso solo da un lato, per il rifiuto della Carosello. La canzone era stata scritta nel 1978, dopo l'uccisione di Aldo Moro, ma fu pubblicata due anni dopo perché evidentemente le case discografiche temevano ripercussioni legali.

### Teatro
- Il Caso Moro (1998) di Roberto Buffagni, regia di Cristina Pezzoli. Con Sergio Fantoni, Roberto Abbati, Francesco Acquaroli, Paolo Bocelli, Laura Cleri, Cristina Cattellani, Nicola Pannelli, Tania Rocchetta, Bruna Rossi e Marcello Vazzoler; le parti vocali furono eseguite dal Tacitevoci Ensemble[96]. La prima nazionale andò in scena il 12 marzo 1998 al Teatro Due di Parma[96].
- L'ira del sole, un 9 di maggio (1998) di Maria Fida Moro e Antonio Maria Di Fresco, regia di Antonio Raffaele Addamo. Con Maria Fida Moro e Luca Bonini Moro. Teatro Biondo Stabile di Palermo.
- Aldo Moro – Una tragedia italiana (2007) di Corrado Augias e Vladimiro Polchi, regia di Giorgio Ferrara. Con Paolo Bonacelli (Aldo Moro) e Lorenzo Amato (il narratore). Teatro Stabile della Sardegna, Teatro Eliseo di Roma.
- Corpo di Stato – Il delitto Moro: una generazione divisa (1998) di Marco Baliani, regia di Maria Maglietta. Con Marco Baliani. Casa degli Alfieri – Trickster Teatro.
- Se ci fosse luce – i misteri del caso Moro (2007) scritto, diretto e interpretato da Giancarlo Loffarelli. Con Emiliano Campoli, Marina Eianti, Giancarlo Loffarelli, Luigina Ricci, Elisa Ruotolo, Maurizio Tartaglione. Compagnia "Le colonne".
- Roma, Via Caetani, 55º giorno (2008) scritto e interpretato da Lucilla Falcone – Associazione Culturale "La Buona Creanza".
- Aldo morto - Tragedia (2012) di Daniele Timpano, regia di Daniele Timpano. Con Daniele Timpano. Amnesia Vivace, Area 06, Cité internationales des Arts - Résidence d'artistes di Parigi.

### Letteratura
- Nel romanzo Ufo 78 del collettivo Wu Ming, ambientato durante i cinquantacinque giorni del sequestro, Moro compare nei sogni di diversi personaggi.

### Studi scientifici
- Corrado Pizzinelli, Aldo Moro, Longanesi, Milano 1964;
- Alberto Boscolo, Aldo Moro docente universitario, Le Monnier, Firenze 1978;
- Domenico Tarantini, La democrazia totalitaria; il Moro necessario, potere e rivoluzione oggi in Italia; Le lettere di Moro, Bertani, Verona 1979;
- Renato Moro, La formazione giovanile di Aldo Moro, Il Mulino, Bologna 1983;
- Renato Moro, Aldo Moro negli anni della FUCI, Studium, Roma 2008.
- Danilo Campanella, Aldo Moro, filosofia, politica, pensiero, Edizioni Paoline, Milano 2014;
- Danilo Campanella, L'umanesimo comunitario nella filosofia politica di Aldo Moro e le sue radici personaliste, theses ad doctoratum in philosophia, Pontificia Università Lateranense, Città del Vaticano 2014;